# Суми
Су́ми (МФА: [ˈsumɪ] ( прослухати)) — місто обласного значення в північно-східній частині України, на Слобожанщині, адміністративний центр Сумської міської громади, Сумського району і Сумської області. Населення — 268,409 тис. осіб (13.05.2025).

## Географічне розташування
Місто Суми розташоване в північно-східній частині України, на берегах річки Псел при впадінні до неї річки Сумки, у межах Середньоруської височини. Через місто пролягають автошляхи Н07, Н12, Р44, Р45, Р61, Т 1901, а також залізнична лінія Ворожба — Суми — Люботин. Площа міста — 95,4 км². Суми поділено на два міських адміністративних райони — Ковпаківський та Зарічний.

### Клімат
Клімат Сум помірно-континентальний, з м'якою зимою і теплим літом.

#### Температура
Середня багаторічна (1991-2020 рр.) температура повітря становить 7,7 °С, найнижча вона в січні (мінус 5,1 °С), найвища — у липні (20,6 °С). Найнижча середньомісячна температура повітря в січні (мінус 16,6 °С) зафіксована 1963 року, найвища (0,0 °С) — 2007 року. Найнижча середньомісячна температура в липні (16,6 °С) спостерігалася 1912 року, найвища (24,8 °С) — 2010 року. Абсолютний мінімум температури повітря (мінус 36,0 °С) зафіксовано 6 січня 1935 року, абсолютний максимум (39,9 °С) — 11 серпня 1907 року.
В останнє століття температура повітря в Сумах, так само як і в цілому на Землі, має тенденцію до підвищення. Протягом цього часу середньорічна температура повітря підвищилася щонайменше на 2,0 °С. Найтеплішим за всю історію спостережень виявився 2024 рік, коли середня температура повітря сягнула 10,6 °С.

#### Опади й інші показники
У середньому за рік у Сумах випадає 556 мм атмосферних опадів, найменше — у лютому (в середньому 33 мм), найбільше — у липні (в середньому 73 мм). Мінімальна річна кількість опадів (228 мм) спостерігалася 1908 року, максимальна (886 мм) — 1973 року. Максимальну добову кількість опадів (89 мм) зафіксовано в червні 1912 року. У середньому за рік у місті спостерігається 150 днів з опадами; найменше їх (8) у серпні, найбільше (17) — у грудні та січні. Щороку в Сумах утворюється сніговий покрив, максимальна висота якого звичайно спостерігається в лютому.
Відносна вологість повітря в середньому за рік становить 77 %, найменша вона у квітні і травні, найбільша — у грудні та січні.
Найменша хмарність спостерігається в серпні, найбільша — у грудні. Найбільшу повторюваність у місті мають вітри з півдня, найменшу — з  північного сходу. Найбільша швидкість вітру (в середньому 4,4 м/с) спостерігається в лютому, найменша (2,9 м/с) — у липні-серпні. 
| Клімат Сум (1949-2011)              | Клімат Сум (1949-2011) | Клімат Сум (1949-2011) | Клімат Сум (1949-2011) | Клімат Сум (1949-2011) | Клімат Сум (1949-2011) | Клімат Сум (1949-2011) | Клімат Сум (1949-2011) | Клімат Сум (1949-2011) | Клімат Сум (1949-2011) | Клімат Сум (1949-2011) | Клімат Сум (1949-2011) | Клімат Сум (1949-2011) | Клімат Сум (1949-2011) |
| Показник                            | Січ.                   | Лют.                   | Бер.                   | Квіт.                  | Трав.                  | Черв.                  | Лип.                   | Серп.                  | Вер.                   | Жовт.                  | Лист.                  | Груд.                  | Рік                    |
| Абсолютний максимум, °C             | 11,0                   | 13,5                   | 21,0                   | 30,0                   | 33,6                   | 36,1                   | 38,0                   | 39,4                   | 31,1                   | 27,9                   | 22,8                   | 11,5                   | 39,4                   |
| Середній максимум, °C               | −3,9                   | −3                     | 3,0                    | 13,1                   | 20,3                   | 23,7                   | 25,4                   | 24,5                   | 18,3                   | 10,9                   | 3,0                    | −2                     | 11,2                   |
| Середня температура, °C             | −6,3                   | −5,9                   | −0,7                   | 8,1                    | 14,6                   | 18,1                   | 19,8                   | 18,6                   | 12,9                   | 6,6                    | 0,3                    | −4,2                   | 6,8                    |
| Середній мінімум, °C                | −9,3                   | −9,2                   | −4,2                   | 3,3                    | 8,8                    | 12,6                   | 14,5                   | 13,1                   | 8,0                    | 2,8                    | −2,3                   | −6,8                   | 2,6                    |
| Абсолютний мінімум, °C              | −34,2                  | −32,8                  | −27,8                  | −11,1                  | −3,9                   | 0,9                    | 5,0                    | 4,0                    | −4,3                   | −11,7                  | −22,9                  | −29,5                  | −34,2                  |
| Норма опадів, мм                    | 55.5                   | 32.9                   | 47.1                   | 46.9                   | 61.9                   | 69.9                   | 81.3                   | 87.4                   | 49.6                   | 48.2                   | 43.8                   | 50.9                   | 675.4                  |
| Днів з опадами                      | 20,7                   | 18,4                   | 15,7                   | 9,9                    | 9,2                    | 8,7                    | 7,1                    | 5,7                    | 8,9                    | 11,9                   | 16,2                   | 21,1                   | 153,5                  |
| Днів зі снігом                      | 18                     | 14                     | 10                     | 3                      | 0                      | 0                      | 0                      | 0                      | 0                      | 2                      | 10                     | 17                     | 74                     |
| Вологість повітря, %                | 86.4                   | 84.3                   | 79.3                   | 65.6                   | 64.0                   | 68.1                   | 70.9                   | 66.6                   | 75.1                   | 81.0                   | 87.2                   | 88.5                   | 76.4                   |
| ----------------------------------- | ---------------------- | ---------------------- | ---------------------- | ---------------------- | ---------------------- | ---------------------- | ---------------------- | ---------------------- | ---------------------- | ---------------------- | ---------------------- | ---------------------- | ---------------------- |
| Джерело: Climatebase.ru Weatherbase |                        |                        |                        |                        |                        |                        |                        |                        |                        |                        |                        |                        |                        |

### Ґрунти
Характерні сірі ґрунти, здебільшого поширенні темно-сірі опідзолені ґрунти й чорноземи.

### Екологія

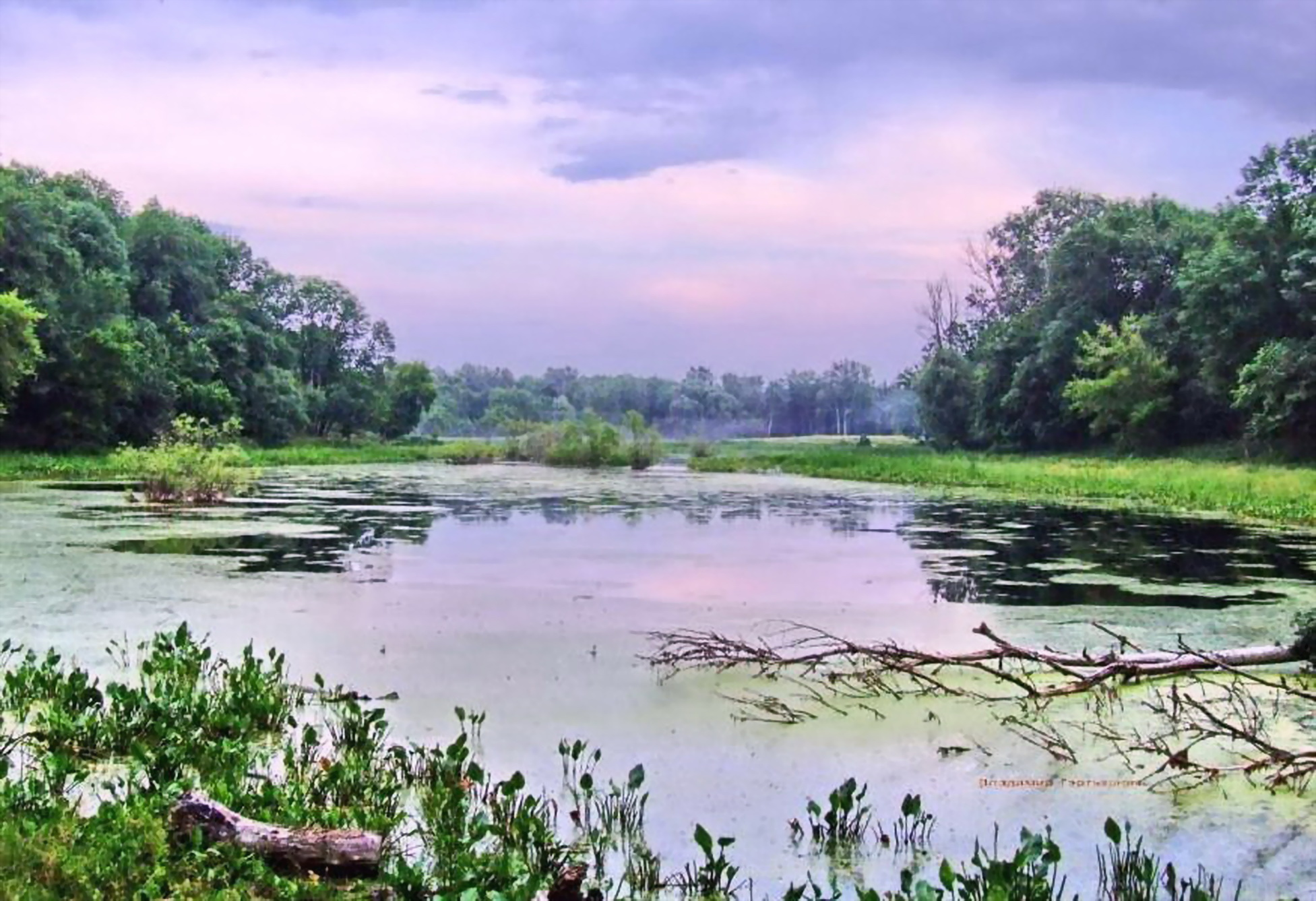
Озеро на південній околиці Сум в передмісті Баси

На ґрунти впливають повітряні викиди ПАТ «Сумихімпром». Хімічні аналізи свідчать про те, що в зоні аеротехногенного забруднення в результаті значних випадань {\displaystyle {\ce {SO2}}} і {\displaystyle {\ce {HF}}}, які розсіюються у вигляді «кислотних опадів», кислотно-лужні показники змінюються в бік підкислення. Це характерно для обох типів ґрунтів. Також викиди кислотних опадів призводять до зменшення вмісту обмінних солей[джерело?].

## Назва міста

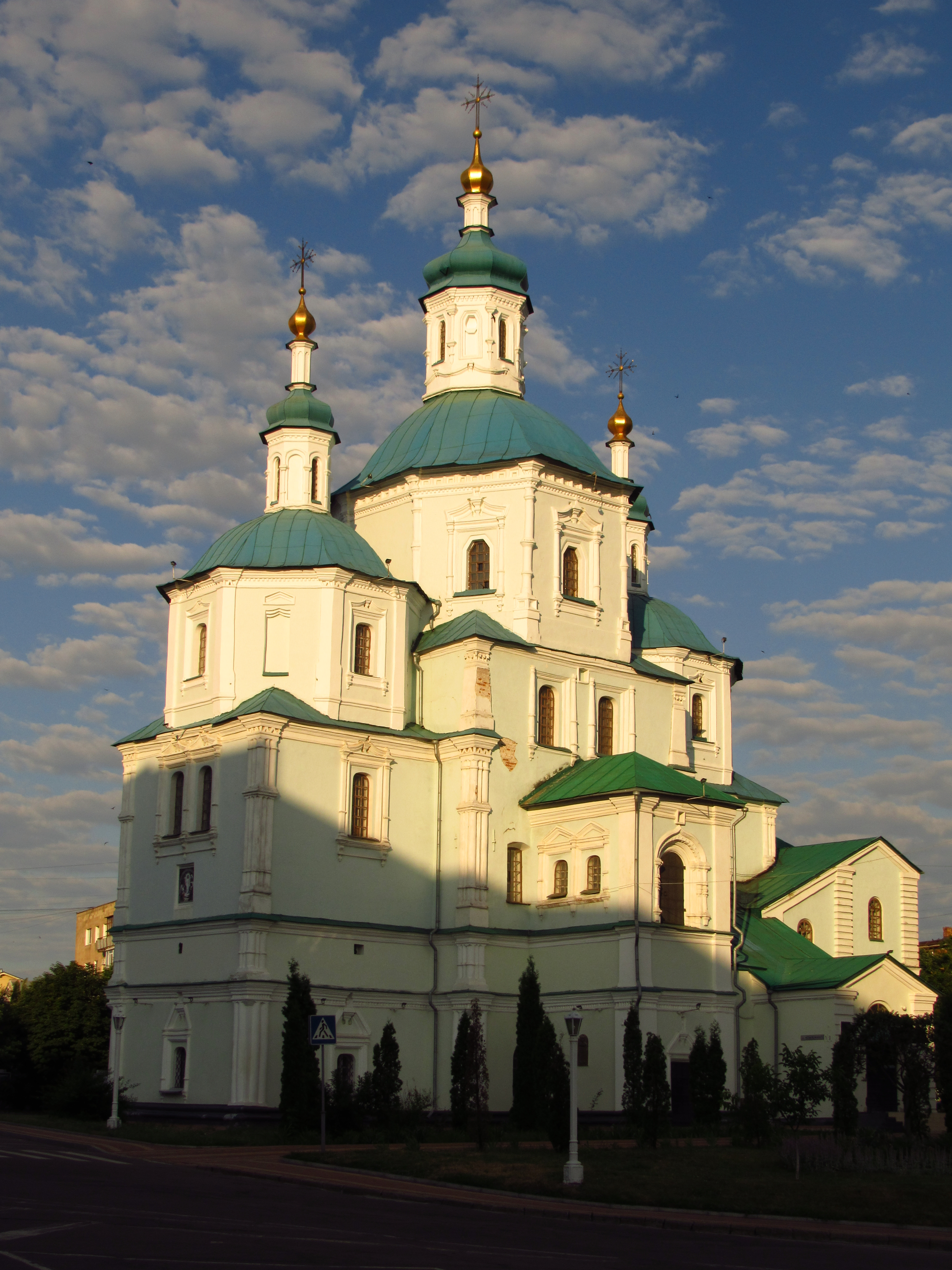
Воскресенський собор — найстаріша споруда в Сумах (1702)

Місто було засноване у 1655 році на місці давнього Суминого городища і спочатку мало назву Сумин городок, впродовж 1650—1660-х років буква «н» поступово зникла та місто отримало сучасну назву — Суми (вимоваⓘ).
Існує декілька версій етимології назви міста:
- найімовірніше назва Сум походить від топонімів — назв річок Сума (нині — Сумка) та Сумка (нині — Стрілка), що є частою практикою при називанні поселень;
- існує також легенда, що на березі річки Сумка (чи й у самій річці) перші поселенці знайшли три мисливські сумки з золотими монетами. Цей переказ знайшов відбиття у міській символіці (на гербі та прапорі міста), а у травні 2008 року в середмісті Сум було відкрито символічний пам'ятний знак «Сумка»,
- деякі дослідники схильні виводити назву міста від дієслова «сумувати», апелюючи до почуттів переселенців, що опинилися далеко від рідних земель[8].

## Символіка
До офіційної символіки міста належать герб, прапор і гімн міста.
Герб Сум був розроблений герольдмейстером М. Щербатовим у 1776 році та затверджений 21 вересня 1781 року, відновлений 15 лютого 1991 року рішенням IV сесії міської ради Сум.
Прапор Сум — квадратне полотнище смарагдового кольору, в центрі якого розташований герб міста, затверджено прапор 2004 року.
Гімн Сум затверджено 23 червня 2004 року. Автор тексту — Миколи Гриценка, музика — Валерія Козупиці.
Архітектурним символом Сум є «Альтанка» на Покровській площі. Символами міста є: Спасо-Преображенський собор, Троїцький собор, Воскресенська церква й Іллінська церква.

Сумська альтанка
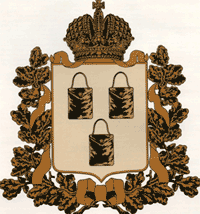
Герб Сум часів Російської імперії
Гімн міста Суми
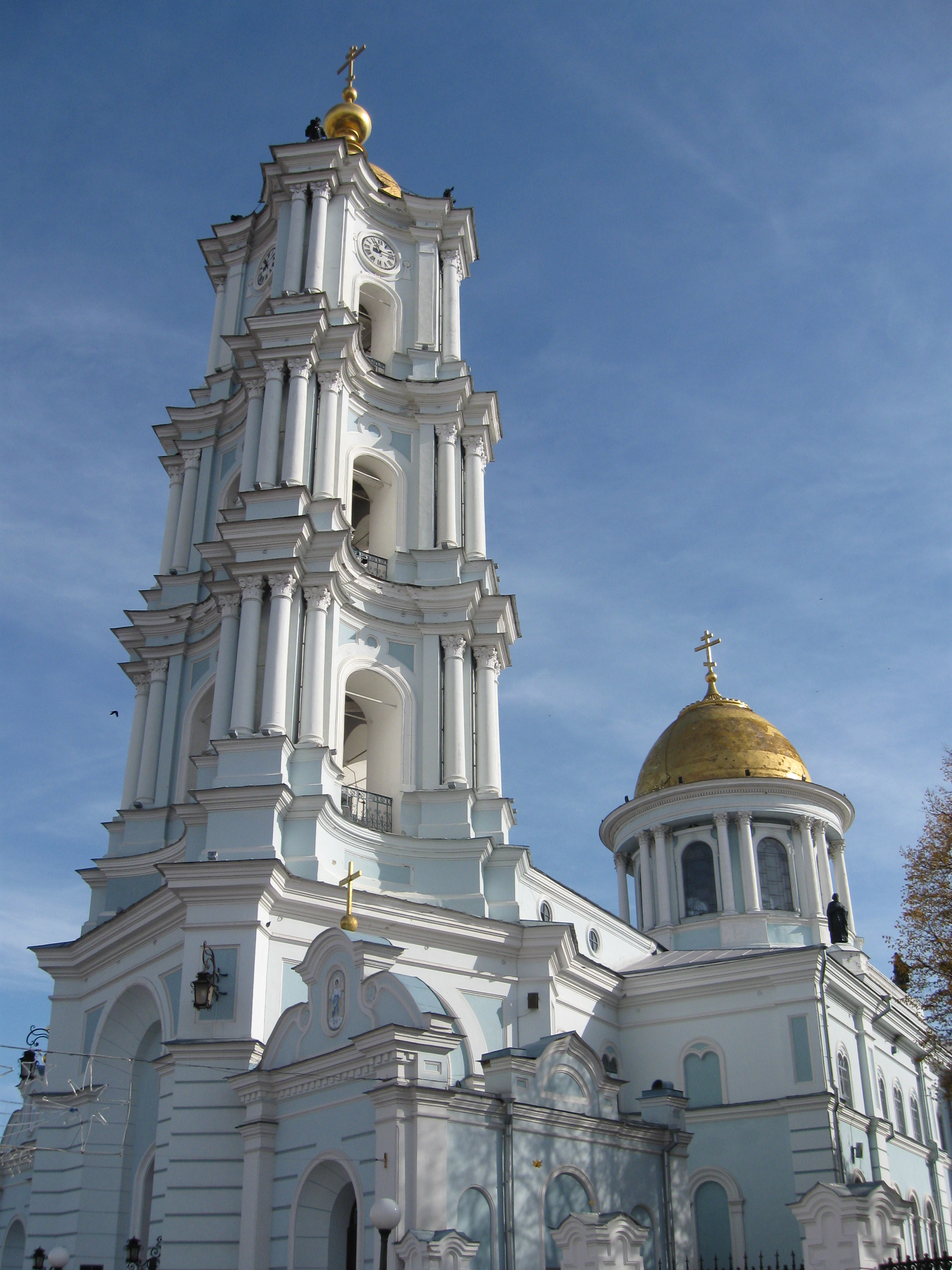
Спасо-Преображенський собор

## Історія

### XVII—XIX століття

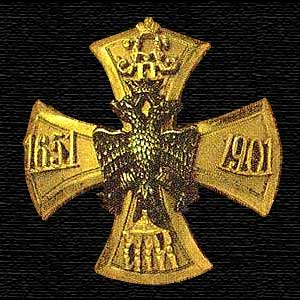
Нагрудний знак 1-го Сумського гусарського полку, котрий починає свою історію 1651 року

Один з засновників Сум — полковник Герасим Кондратьєв

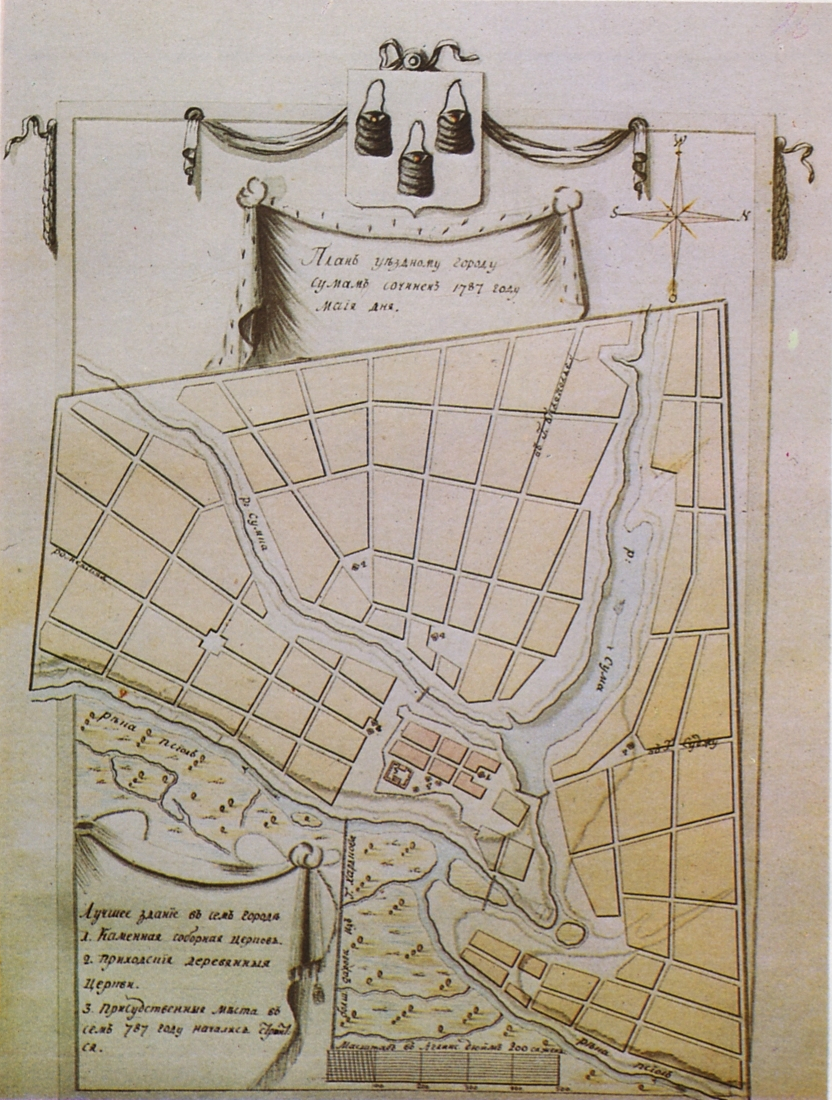
План Сум 1787 року

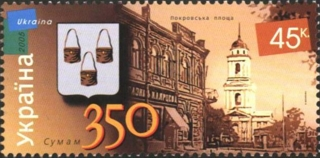
Марка Укрпошти «Сумам 350»

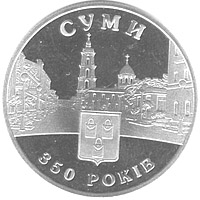
Ювілейна монета присвячена 350-річчю міста

Історія Сум почалася в результаті наслідків битви під Берестечком, коли 1651 року українські козаки під проводом Богдана Хмельницького зазнали поразки. Після чого Богдан Хмельницький дав указ людям переселятися зі правобережжя на Полтавщину та на прикордонні землі з Росією (тепер Слобожанщина). Протягом десятиліття 1651–1660 років на території сучасної Слобожанщини з'явилася велика кількість нових поселень — тоді окрім Сум були засновані такі міста як: Харків, Тростянець, Лебедин та чимало інших поселень.
25 липня 1655 року указом Московського царства у Сумах було дозволено поселитися 100 родинам селян і козаків-переселенців із містечка Ставища на Київщині, за однією з версій Герасим Кондратьєв прийшов у Суми разом із цією групою людей. Деякі історики вважають саме цю дату часом заснування Сум.
1 липня 1656 року було ухвалено рішення про перетворення Суминої слободи в місто Сумин (надалі місто Суми), і почато будівництво фортеці. Будівництво велося у 1656–1658 роках, керував ним московський воєвода Кирило Юрійович Арсеньєв, разом із ним до Сум прибуло 52 людей, які мали організовувати зведення фортеці. Метою будівництва фортеці був захист Слобідської України від набігів татар. Стіни фортеці було споруджено з дубових колод, під фортецею викопано підземний хід до води (до річки Псел) за допомогою якого у майбутньому під час облог місто забезпечувалося питною водою. Було насипано навколо фортеці вал і викопано глибокий рів. Оборонні споруди доповнювалися природними: річки Псел, Сума і Сумка зі трьох боків опоясували місто. З півдня підступи до Сум захищав зроблений у 1658 році перекоп між Пслом і Сумкою (тепер Стрілка).
У 1658 році Суми офіційно стали центром Слобідського козацького полку. Полк очолив Герасим Кондратьєв.
Завдяки вигідному торговельному шляху, що йшов через Путивль на Москву, Суми швидко зростали.
У 1678 році місто разом із посадом займало ділянку оточену стіною завдовжки 3426 саженей (7 кілометрів 400 метрів), а навкруги неї був рів завдовжки 3500 саженей (7560 метрів). Сумська фортеця мала 27 башт (4 башти зі проїзними воротами та 23 глухі башти), також у стіні фортеці було ще 8 воріт.
У 1702 році завершується будівництво Воскресенської церкви — у теперішній час найстарішої споруди Сум, що збереглася.
Під час Північної війни, перед Полтавською битвою, зі 26 грудня 1708 року до 3 лютого 1709 року у місті перебував Петро І разом зі своєю ставкою. Саме в Сумах ним була підписана низка маніфестів та указів, проведена військова нарада, рішення якої радикально вплинули на подальший хід війни. За переказами, мешканці міста за розпорядженням Петра І «урочисто та пишно» зустрічали Новий — 1709 — рік.
За переписом населення 1732 року у Сумському полку мешкало 42 931 людей чоловічої статі. З них 3695 козаків, 13 918 підпомічників і 18 476 підданих. За етнічним складом населення було практично на 100 % українське, росіян було лише 14 осіб. У самих Сумах мешкало 3818 людей чоловічої статі: полкової старшини з дітьми та робітниками 115, козаків 610, сусідів у них 190, підпомічників 2704, попів зі причетниками 37, вчителів 12, старців 13, шинкарів 26, робітників на подвір'ях 98, росіян 14. Із жінками та дітьми населення міста становило приблизно 7 700 осіб.
Після скасування Слобідської автономії, у 1765–1780 роках Суми були центром Сумської провінції Слобідсько-Української губернії; у 1780 році Суми стали повітовим містом (до 1923 року) з 1835 року увійшло до складу Харківської губернії.
Розвиток Сум припадає на другу половину XIX — початок XX століття — завдяки зростанню промисловості: цукрової (Суми стали одним із її осередків в Україні), а також машинобудування, металообробної та текстильної (фабрика сукна) галузей, торгівлі (відомі ярмарки — 3 рази на рік).
У 1877 році в Сумах налічувалося 153 будинки кам'яної та цегляної кладки, 1832 дерев'яних. Населення міста становило 15 534 чоловік (із них 74 католики). У Сумах було 7 товарних складів, 337 лавок і магазинів, чоловічі та жіночі гімназії та школи, станція Сумської залізниці. У власності міста було 1 074 десятин землі (11,7 км²). Мешканці займалися промисловістю та торгівлею. У Сумах було 876 ремісників (370 майстрів, 309 робітників, 260 учнів), із них 171 чобітяр, 136 кравців і 80 ковалів.
У 1878 в Сумах було 14 фабрик.

### Радянсько-українська війна
Під час подій Української революції, у 1917 році Українська Центральна Рада, маючи на меті встановити автономію України у складі Росії, почала претендувати на майже всі території, в межах яких були розселені етнічні українці, включно з Сумами. Щоправда, Тимчасовий уряд не визнавав за УЦР право на керування окресленими землями у повному обсязі, зокрема в Сумах. З проголошенням Української Народної Республіки, 6 березня 1918 року місто стає земським центром Слобожанщини за тодішнім адміністративно-територіальним поділом. Під час Першої радянсько-української війни більшовики захоплюють Суми. Отримавши підтримку Німеччини, 1 квітня 1918 року українські війська зайняли Суми і Охтирку, вийшовши до умовного українсько-російського кордону.
Після приходу до влади Павла Скоропадського і утворення Української Держави, Суми, за новим адміністративним поділом увійшли до Харківської губернії. У січні 1919 року з інтервенцією військ Антанти на північних і північно-східних кордонах УНР з'явилися більшовицькі війська. Під приводом надання допомоги робітникам і селянам, які повстали проти гетьмана, вони розгорнули наступ у двох напрямках: Ворожба — Суми — Харків і Гомель —Чернігів — Київ. Під час другого вторгнення радянських військ в Україну місто знов опиняється під окупацією.

### Радянська окупація України
В рамках зміни адміністративно-територіального поділу, радянська влада скасовує Сумський повіт. 1923–1930 роки — Суми були округовим містом. із 1939 року — обласним. У 1930-х роках в місті розвивається промисловість, з'являється педагогічний інститут, краєзнавчий музей і театр.
Місто постраждало під час проведеного радянською владою Голодомору 1932—1933 років, померло щонайменше 5222 жителі Сум.
В ході Другої світової війни радянські війська відійшли з Сум 10 жовтня 1941 року, до міста увійшли німецькі війська. У вересні 1943 року Суми знову були зайняті радянськими військами.

### Після Другої світової війни
Значний розвиток Сум почався з 1950-х років — завдяки чималому зростанню промисловості: машинобудівної, хімічної, приладобудівної, харчової та легкої. Було відновлено та побудовано 85 586 м² житла. Почали діяльність насосний, ремонтно-механічний, суперфосфатний, цукровий, мельничний заводи, меблева та ткацька фабрики, а також кілька комбінатів. Діяли педагогічний інститут, 3 технікуми, медичне та ремеслове училища, музична школа, 11 середніх, 6 семирічних та 1 початкова школа, обласний драматичний театр, філармонія, 2 музея, 7 кінотеатрів, 8 клубів та 60 бібліотек.
У 1961 році створено Сумський комбінат хлібопродуктів. В 1966—1971 роках був збудований стадіон «Авангард». 1987 року введена до експлуатації Сумська камвольно-прядильна фабрика.

### У незалежній Україні
Новітня, за незалежності України (з 1991 року), історія Сум пов'язана з явищем так званої «Студентської революції на траві», що відбулася в травні 2004 року, та стала для держави безпрецедентною. Тоді кілька десятків студентів із викладачами та батьками вийшли на мітинг у центрі міста з вимогою відставки губернатора Володимира Щербаня та начальника обласної міліції Миколи Плєханова. Наметове містечко, яке вони розбили, знесла міліція, кількох осіб, які там перебували, заарештували. Ці сумські події стали не лише актом студентської непокори та боротьби за людські права, а й фактично виявилися предтечею Помаранчевої революції.
У 2001 році в місті відкрито один з найбільших стадіонів України — «Ювілейний», що вміщує 25 830 глядачів. Він става домашньою ареною не тільки для місцевих команд: у 2008—2009 роках на ньому грав ФК «Харків», а 2016 році, через Війну на Донбасі — донецький «Олімпік».
15 вересня 2015 року Верховна Рада України збільшила територію Сум на 753,58 га, затвердивши загальну площу міста 9 538,58 га. За ухвалення проєкту постанови № 2238а проголосував 251 депутат при мінімально необхідних 226. Територія Сум збільшена за рахунок 178 га земель, що перебувають у віданні Піщанської сільської ради Ковпаківського району Сумської області; 172,68 га земель Червоненської сільради Сумського району та 402,9 га земель Сумської міської ради. Таким чином, загальна площа Сум, яка становила 8785 га, затверджена Радою в 9 538,58 га, а Сумського району — 185 357,32 га.

#### Російсько-українська війна
З початком Російського вторгнення в Україну, 24 лютого російські окупаційні війська підійшли до міста з північно-східного напрямку, дорогою від села Юнаківка, близько 07:00, після чого почалися бої за місто. Приблизно о 13:35 біля села Бездрик була помічена російська військова техніка з червоними стрічками. У Сумах чули вибухи та постріли. Згодом з боку Білопільського шляху почався бій. О 16:36 почався бій біля кадетського корпусу та військової частини у Сумах на вулиці Кондратьєва. З 17:00 по Сумах почала пересуватися російська техніка.
Російські війська відступили у бік Конотопа. Один із танків знищили протитанковим комплексом NLAW. О 17:30 радниця голови Сумської обласної адміністрації Альона Бояринова повідомила, що ворог із Сум не відступає. Не дивлячись на те, що по місті знаходилася ворожа техніка, адмінбудівлі перебували під контролем України. Після 18:40 близько 300 одиниць російської техніки рухалося з Верхньої Сироватки до Нижньої Сироватки. Також близько 100 одиниць ворожої техніки розташувалися в Токарях, під Сумами. На вечір першого дня війни російські війська отаборилися у Сумському районі — в полях і лісосмугах, а також зупинилися в Токарях, в районі Косівщини — під Сумами, та в Нижній Сироватці Сумського району. Після 22 години вечора вдруге розпочався бій біля Ліцею-інтернату з посиленою військово-фізичною підготовкою «Кадетський корпус» Прикордонної служби України, де розташована 27-ма артилерійська бригада. Учнів там не було, але агресором було підпалено КПП та приміщення, також згоріла церква. Бій тривав до 1:30 ночі 25 лютого.
У місті щодня точилися вуличні бої, а райцентри, селища та села області обстрілювалися окупантами, вулицями намагалася прорватися ворожа техніка. О 22:05 голова Сумської ОДА Дмитро Живицький звернувся із закликом про допомогу регіону в боротьбі з військами РФ. Він назвав становище важким і пояснив, що область покладалася лише на сили територіальної оборони.
Ситуація в місті лишалася під контролем ЗСУ. Станом на 02:00 4 березня вдалося відновити на 80 % електропостачання у Сумах. Залишалася зруйнованою 40-а електрична підстанція. Згідно із списком, оприлюдненим 4 березня в Офісі Президента України до напрямків, які потребують гуманітарних коридорів потрапили і Суми. Це стало результатом другого раунду перемовин між Україною та Росією, де досягли порозуміння щодо гуманітарних коридорів. З восьми областей у Сумській були визначені такі: Суми, Шостка, Ромни, Конотоп та Охтирка.
6 березня створено Перший Сумський гуманітарний штаб, який буде координувати роботу волонтерів по Сумській області.
Після ще місяцю безуспішних боїв та постійних обстрілів міста, російські військові покинули територію Сумської області.. 21 квітня Укрзалізниця відновила рух приміських поїздів на Чернігівщині та Сумщині.
2 червня 2023 року російський пропагандист Сергій Міхєєв в ефірі запропонував повністю знищити прикордонні українські території. Зокрема, наполягав на тому, що місто Суми має стати так званою «мертвою зоною», в якій взагалі «не повинно залишитися живих людей».
|  | «Чому ми цяцькаємося з тією стороною кордону. Її треба перетворити в мертву зону. Там ніхто не повинен жити. Артилерія, авіація, ракети та інше. Місто Суми як би і все інше, не треба, щоб вони жили спокійно. Ми їх не чіпаємо. Прикордонне місто Суми живе спокійно, а чого живете спокійно», — сказав Сергій Міхєєв. |

31 жовтня 2023 року Указом Президента України Володимира Зеленського було утворено Сумську міську військову адміністрацію.
13 квітня 2025 року окупанти завдали ракетного удару по центру Сум. Внаслідок атаки загинули 34 особи, зокрема дві дитини, 117 осіб зазнали поранень, з них 15 дітей.
26 липня 2025 року, вдень, російські окупанти завдали удар по будівлі Сумської обласної державної адміністрацію. Внаслідок російської атаки пошкоджене приміщення адміністрації: зруйнований вхід, вибиті вікна, уламками пошкоджено фасад будівлі. Вибуховою хвилею пошкоджена будівля навпроти та кав'ярню. 30 липня 2025 року місто Суми знову було атаковано «шахедами», пролунало два вибухи. Перший БпЛА влучив по об'єкту критичної інфраструктури, другий — знову по будівлі Сумської обласної державної адміністрацію.

## Населення

Проспект ім. Михайла Лушпи — «спальний мікрорайон» Сум

Станом на 2022 рік населення Сум становить близько 256 474 людей, а разом із підпорядкованими міськраді населеними пунктами — 272 тис. За національним складом близько 85 % населення становлять українці.
В історії існування міста були як періоди зростання чисельності населення так і зменшення, змінювався і національний склад. При заснуванні міста в 1652 році козаками-переселенцями, поселення було повністю українське, але з часом почала з'являтися російська діаспора. За даними першого перепису населення, проведеного 1660 року, Суми мали 2740 жителів. У 1650—1770 роках місто швидко розвивалося та населення його зростало, до 1770-х років Суми, будучи найбільшим містом Слобожанщини й території сучасної України, мали вже близько 10 тис. населення. Та після скасування Слобідської автономії 1765 року, адміністративний та економічний центр Слобожанщини почав зміщуватися до Харкова, разом із тим Суми почали занепадати та населення міста протягом 1770—1850 років практично не зростало, так і залишалося 10-ти тисячним. 1850 року в Сумах оселилася родина Харитоненків, завдяки цукровій індустрії та щедрому меценатству яких населення міста протягом 1850—1913 років зросло уп'ятеро — до 50 тис. людей. У 1917—1943 роки через війни та голодомори населення міста зазнавало великих втрат і зростання практично не було. Після 1943 року Суми, будучи вже центром області, почали швидко розвиватися. За 1943—1993 населення міста зросло приблизно ушестеро, досягнувши свого максимуму — 307 тис. За цей період також значно збільшилася російська діаспора міста. У 1993—2019 роках населення постійно знижувалося через демографічну кризу та важку економічну ситуацію в Україні.
| Динаміка населення   | Динаміка населення | Динаміка населення | Динаміка населення | Динаміка населення | Динаміка населення | Динаміка населення | Динаміка населення | Динаміка населення | Динаміка населення | Динаміка населення | Динаміка населення | Динаміка населення | Динаміка населення | Динаміка населення |
|                      | 1660               | 1732               | 1773               | 1788               | 1850               | 1864               | 1870               | 1877               | 1888               | 1897               | 1904               | 1913               | 1926               |                    |
| -------------------- | ------------------ | ------------------ | ------------------ | ------------------ | ------------------ | ------------------ | ------------------ | ------------------ | ------------------ | ------------------ | ------------------ | ------------------ | ------------------ | ------------------ |
| Кількість мешканців. | 2 740              | 7 700              | 9 380              | 10 495             | 10 256             | 13 000             | 14 126             | 15 534             | 16 827             | 27 564             | 30 500             | 50 391             | 44 200             |                    |
|                      | 1939               | 1959               | 1970               | 1973               | 1979               | 1989               | 1993               | 1995               | 1997               | 1999               | 2001               | 2005               | 2006               |                    |
| Кількість мешканців. | 63 883             | 98 000             | 159 000            | 184 000            | 231 558            | 291 264            | 307 000            | 305 000            | 302 000            | 301 000            | 293 141            | 282 198            | 281 600            |                    |
|                      | 2008               | 2009               | 2010               | 2011               | 2012               | 2013               | 2014               | 2015               | 2016               | 2017               | 2018               | 2019               | 2020               | 2022               |
| Кількість мешканців. | 278 599            | 273 906            | 272 326            | 271 848            | 269 663            | 269 200            | 268 900            | 268 600            | 267 600            | 265 555            | 264 483            | 263 448            | 262 119            | 256 474            |

### Національний склад
|          | 1926 | 1939 | 1959 | 1989 | 2001 |
| -------- | ---- | ---- | ---- | ---- | ---- |
| українці | 80,7 | 86,4 | 80,3 | 79,4 | 84,5 |
| росіяни  | 11,9 | 9,0  | 16,8 | 18,9 | 12,5 |
| євреї    | 5,5  | 2,9  | 1,3  | 0,7  | 0,2  |

Згідно з опитуваннями, проведеними Соціологічною групою «Рейтинг» у 2017 році, українці становили 92 % населення міста, росіяни — 6 %.

### Мова
| мова       | 1897 | 1926 | 1989 | 2001 |
| ---------- | ---- | ---- | ---- | ---- |
| українська | 70,5 | 50,0 | 71,4 | 77,4 |
| російська  | 24,1 | 45,3 | 27,6 | 20,2 |
| єврейська  | 2,6  | 2,5  | 0,1  |      |

Українська мова є основною та єдиною офіційною мовою міста.
Згідно з опитуванням, проведеним соціологічною групою «Рейтинг» у 2017 році, українською вдома розмовляли 19 % населення міста, російською — 11 %, українською та російською однаково — 69 %.
Вторгнення Росії в Україну спровокувало нову хвилю українізації в місті, дедалі більше людей вважають за краще розмовляти українською. Згідно з опитуванням, проведеним Міжнародним республіканським інститутом у квітні-травні 2023 року, українською вдома розмовляли 64 % населення міста, російською — 27 %.
Згідно з опитуванням, проведеним Міжнародним республіканським інститутом у квітні-травні 2024 року, українською вдома розмовляли 86 % населення міста, російською — 47 % (на відміну від опитування 2023 року було дозволено вибір кількох варіантів).

### Етнікон
Популярна форма етнікону — сумчани та сумчанки, упроваджена в широкий ужиток у часи СРСР. У XVIII ст. жителів міста іменували «сумці», у XIX ст. — «сум'яни». Діалектне «сумняни» існувало в усному мовленні до кінця ХХ ст.
У 2004 році на запит секретаря міської ради Олександра Атамана Інститут української мови при Академії наук України відповів, що правильною формою має бути «сум'яни», за аналогією «львів'яни, харків'яни». Цієї ж думки дотримувався професор Олександр Пономарів та Ірина Фаріон, оскільки частка -чан(и) для утворення етніконів прийшла з російської та використовується для назв із закінченнями -ськ/-цьк, -к-, -ц-, -щ- та -ч-. Професор Іван Ющук стверджував, що форма «сумчани» утворена від назви річки Сумка, за якою названо місто, а форма «сум'яни» штучно створена за моделлю слова «харків'янин», і не є літературною.
Оновлений статут міської територіальної громади у жовтні 2024 року затвердив «сум'яни» як єдиний правильний етнікон.

## Економіка

### Основна характеристика
Обсяг реалізованої продукції обробної промисловості (робіт, послуг, 2009 рік) — 5,37 млрд грн.
Структура реалізованої продукції за основними видами промислової діяльності, %
- Машинобудування — 63,4 %;
- Хімічна та нафтохімічна промисловість — 11,5 %;
- Виробництво харчових продуктів, напоїв і тютюнових виробів — 3,8 %.

### Найбільші підприємства Сум
- Сумське машинобудівне науково-виробниче об'єднання (засноване у 1896 році; нині — одне з найпотужніших підприємств хімічного та нафтогазоперекачувального машинобудування України; виробляє устаткування для одержання мінеральних добрив, спирту, каучуку, штучного волокна та пластмас, для вугільної, коксохімічної, харчової й інших галузей промисловості).

ВАТ «Сумихімпром»

- Сумихімпром (основна продукція: сірчана кислота, діоксид титану, мінеральні добрива, пігменти, алюміній сірчанокислий, вапно, лакофарбова продукція тощо).
- АТ НВАТ «ВНДІкомпрессормаш»
- Завод електронних мікроскопів та електроавтоматики «СЕЛМІ» (заснований 1959 року; основна продукція: різні типи електронних мікроскопів, масспектрометри, лічильники йонів тощо). Підприємство не працює, перебуває у стадії банкрутства.
- Червонозоряний цукрорафінадний завод (збудований 1869 року; 1970 року виробив 236 тис. тонн цукру).
- Чавуноливарний завод «Центроліт».
- Лікеро-горілчаний завод.
- Молокозавод
- Взуттєва фабрика
- Сумський комбінат хлібопродуктів.
- Сумський порцеляновий завод, ліквідований у 2013 році.
- ТОВ "ВП «ПОЛИСАН» один із виробників лакофарбових матеріалів на українському ринку; випускає продукцію під торговими марками: Maxima, Farbex, Delfi, DekArt)
- Насосенергомаш

### Торговельні центри
- ТЦ «Євробазар» (вул. Засумська, 2/10).
- ТРЦ «Лавина» (просп. М. Лушпи, 4).
- ТРЦ «Атріум» (просп. М. Лушпи, 41).
- ТРЦ «Київ» (вул. Нижньовоскресенська, 1).
- Центральний універмаг (Покровська площа, 3).
- ТРЦ «Мануфактура» (вул. Харківська, 2/2).

### Базари
- Ринок по вул. Холодноярської бригади.
- Ринок на 9-му мікрорайоні.
- Сумський критий ринок (вул. Засумська, 12).

## Транспорт
Громадський транспорт Сум представлений автобусами, тролейбусами, маршрутними таксі та звичайними таксі.
Об'єкти транспортної інфраструктури міста: залізничний вокзал, два автовокзали й аеропорт (фактично в міській межі).
Міжміське сполучення здійснюється залізницею, автобусами та маршрутними таксі. Відстань до столиці України складає 338 км (автошляхом Н07).

### Автошляхи
- Н07 (Київ — Суми — Юнаківка);
- Н12 (Суми — Полтава);
- Р44 (Суми — Путивль — Глухів);
- Р45 (Суми — Краснопілля — Богодухів);
- Р61 (Батурин — Конотоп — Суми).

### Авіасполучення
Міський аеропорт засновано у 1978 році. Станом на 2019 рік він не приймає регулярних рейсів понад 10 років і перебував у напівзанедбаному стані, проте у «Державній цільовій програмі розвитку аеропортів України» Міністерства інфраструктури України на період до 2023 року, були плани з ремонту злітно-посадкової смуги та реконструкції аеровокзального комплексу аеропорту.

### Залізниця

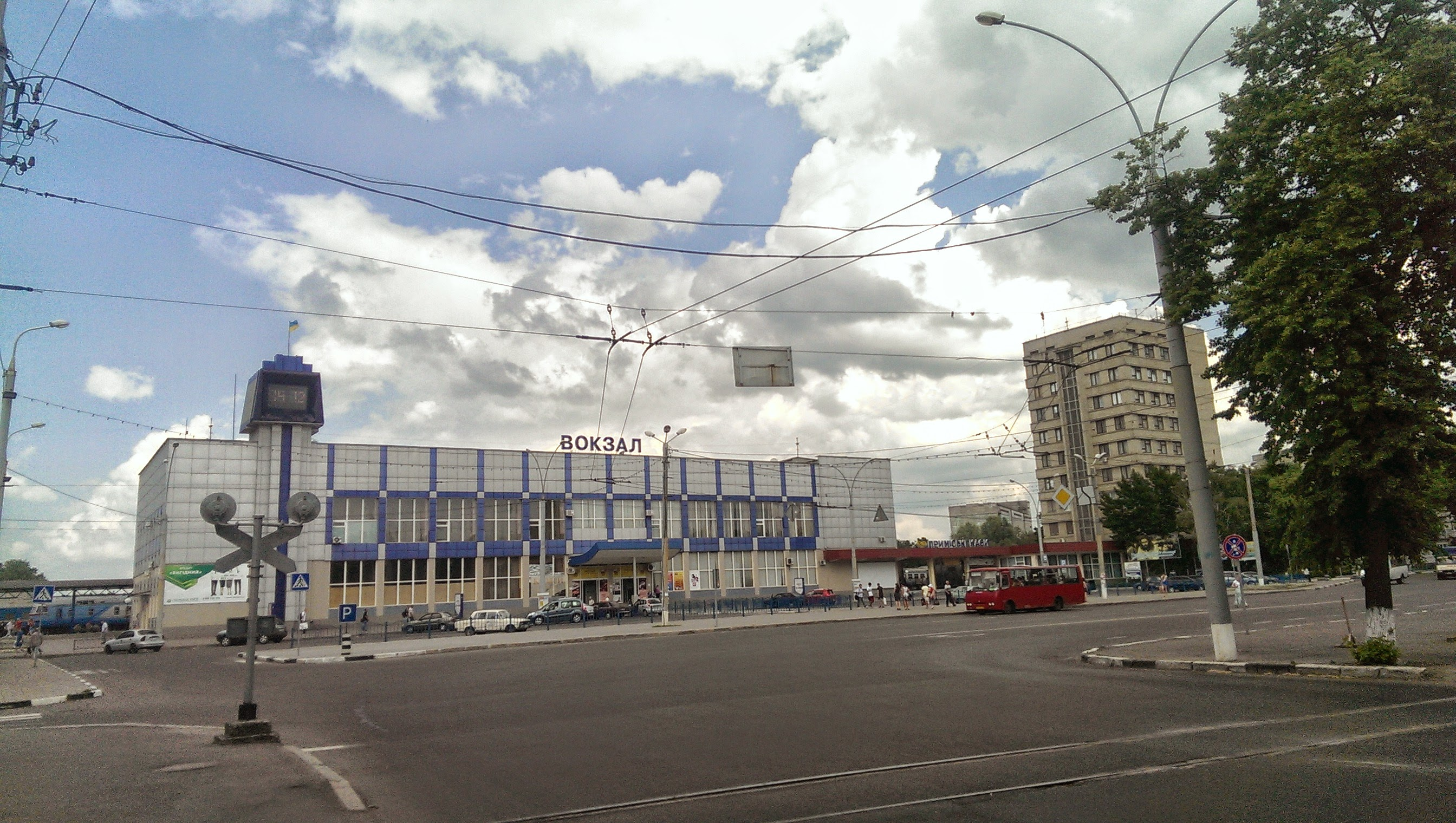
Вокзал станції Суми

У Сумах, в межах міста, діють дві залізничні станції, які підпорядковані Сумській дирекції Південної залізниці:
- через центральний залізничний вокзал станції Суми прямують пасажирські поїзди міжміських напрямків, сполучаючи місто з Києвом, Харковом, Полтавою, Львовом, Івано-Франківськом тощо та всі приміські поїзди. Основними маневровими тепловозами на станції є ЧМЕ3 та ТГМ, магістральними тепловозами та дизель-поїздами — 2ТЕ116, ТЕП70, ДР1А, рейкові автобуси 620М. Вокзал станції Суми капітально відремонтований у 2008 році;
- на станції Суми-Товарна зупиняються лише поїзди приміського сполучення.

### Маршрутне таксі й автобуси
У 2011 році в місті була змінена схема руху міських автобусів й маршрутних таксі. У Сумах діють 23 маршрути в режимі маршрутного таксі та 13 автобусних маршрутів, які охоплюють усі райони міста та його околиці. Переважна модель  маршрутних таксі є Рута-25, автобусів — Богдан А092 та БАЗ А079 «Еталон». Також маршрутними таксі здійснюються регулярні пасажирські міжміські перевезення до Києва, Харкова, Кременчука, Полтави, Дніпра, Запоріжжя тощо.
Маршрути в межах міста та передмістя в режимі «маршрутного таксі»:
- № 2 «вул.Сумської тероборони — Пр.Свободи»
- № 4 «Аеропорт — Хіммістечко»
- № 5 «Роменська — Хіммістечко»
- № 7 «Хіммістечко — Баранівка»
- № 8 «Василівка-Тополянська»
- № 10 «Косівщина — Героїв Крут»
- № 11 «Тепличний — Тепличний»
- № 12 «Тімірязівка — Тімірязівка»
- № 13 «Тепличний — Героїв Крут»
- № 17А «Роменська — Хіммістечко»
- № 18 «Веретенівка — Героїв Крут»
- № 19 «Роменська — вул.Сумської тероборони»
- № 20 «Аеропорт — вул.Сумської тероборони»
- № 21 «Пр.Свободи — Пр.Свободи»
- № 22 «Веретенівка — Хіммістечко»
- № 51 « В.Піщане — Пр.Свободи»
- № 52 «вул.Сумської тероборони — Пр.Свободи»
- № 55 «Роменська — Героїв Крут – Хіммістечко»
- № 56 «Ганнівка — Хіммістечко»
- № 61 «Автовокзал — Хіммістечко».

Міські автобусні маршрути:
- №51А «Центр – Піщане»
- № 57A «Баранівка — Центр»
- №58А «Баси – Тополянська»
- № 59 «Веретенівка — Баси»
- № 59A «Баси — Центр»
- №60А «В.Піщане – Центр»
- №62 «Баранівка – Аеропорт»
- №63 «Баси – Ганнівка»
- №64 «Добровільна –ЦМКЛ – Добровільна»
- №64А «Добровільна – Центр»
- №67 «Пр.Свободи – Косівщина»

### Сумський тролейбус

Сумський тролейбус

Тролейбусний рух у Сумах  відкрито 25 серпня 1967 року. Першим був міський тролейбусний маршрут № 1 «Червона площа — вул. Харківська — Хіммістечко». На початку відкриття тролейбусного руху налічувалось 25 вживаних машин МТБ-82, що надійшли з Москви та 10 нових тролейбусів Київ-4. У 1968—1969 роках були побудовані нові лінії від центру міста до житлових мікрорайонів міста. У 1969 році, в районі Хіммістечка, було закінчено будівництво першого тролейбусного депо в місті Суми.
Станом на початок 2010 року мережа сумського тролейбуса складалася з 18 маршрутів, на яких працювало близько 70 тролейбусів. З 2015 року почали надходити нові тролейбуси Богдан Т701.17. Експлуатуюча організація сумських тролебусів — КП «Електроавтотранс».

### Міжміські автобуси
У Сумах автомобільні шляхи — найпоширеніший спосіб пересування. З автовокзалів міста Суми щоденно здійснюються чимало рейсів приміських й міжміських автобусів.
У Сумах діють дві автостанції:
- Центральний автовокзал (вул. Степана Бандери, 40);
- Автостанція (Ковальський проїзд, 1).

З центрального автовокзалу міста Суми вирушають автобусні рейси міжміського сполучення у найближчі області, а також до Києва, Хмельницького, Львова, Івано-Франківська, Харкова, Дніпра, Запоріжжя.
Міжміські автобуси з Сум обслуговуються мережею автостанцій «Сумиоблавтотранс» і надають можливість дістатися з центрального автовокзалу у всі куточки країни. Розклад автобусів у Сумах можна знайти на автовокзалі та на сайті місцевої ради. Пасажиропотік на центральному автовокзалі — 100 осіб на годину. Міжміські автобуси в Сумах постійно оновлюються, місцева рада регулярно закуповує нові машини, відкриваються нові маршрути безпосередньо з Сум, а також обслуговує транзитні рейси через автостанцію.

## Засоби масової інформації

### Друковані
- «Ваш Шанс» (6,307 тис. осіб) — 52,96 %
- «Панорама» (1,401 тис. осіб) — 11,76 %
- «ДС-Экспресс» (4,199 тис. осіб) — 35,28 %

### Телебачення
- Суспільне Суми
- ТРК «Відікон»
- Академ-ТБ
- СТС

### FM-радіостанції
| № з/п | Частота, МГц | Назва                | Логотип | Юридична особа                              | Ліцензія / Ідентифікатор медіа | Потужність | Адреса вежі                     | Передавач      | RDS |
| ----- | ------------ | -------------------- | ------- | ------------------------------------------- | ------------------------------ | ---------- | ------------------------------- | -------------- | --- |
| 1     | 87,7         | Power FM             |         | ПП "Нова хвиля"                             | L11-00558                      | 0,2        | пл. Незалежності 1              | РПЦ ТОВ «ЕРБ»  | 87,7 MHz SUMY RADIO (рухомий рядок) / POWER FM ***** Pop Music + RT: 87,7 MHz SUMY RADIO + PI Code: 62D9 + TP + TA + REG + AF      |
| 2     | 88,1         | Радіо Культура       |         | АТ «НСТУ»                                   |                                | 0,5        | вул. Григорія Давидовського, 3  | СФКРРТ         | |
| 3     | 88,6         | Громадське радіо     |         | ПГО ТРК «Громадське радіо»                  | L11-01850                      | 0,1        | пл. Незалежності, 1             | РПЦ ТОВ «ЕРБ»  | Hromadsk / Radio ***** None + RT: Hromadske radio ***** PI Code: 6294 + TP                                                         |
| 4     | 89,1         | Радіо «ROKS»         |         | ПП Фірма "Лямін"                            | L11-00644                      | 0,5        | пл. Незалежності, 1             | РПЦ ТОВ «ЕРБ»  | |
| 5     | 89,8         | Радіо П'ятниця       |         | ТОВ "Новий обрій"                           | L11-00204                      | 1          | пл. Незалежності, 1             | РПЦ ТОВ «ЕРБ»  | Radio / P'iatnyt / sia / Sumy / tel: 067 / 503-8084 / 89.8 MHz ***** Pop Music ***** PI Code: 6211 + AF: 89.8, 100.9, 101.1, 103.0 |
| 6     | 90,3         | Наше радіо           |         | ТОВ "Наше радіо"                            | L11-00354                      | 1          | пл. Незалежності, 1             | РПЦ ТОВ «ЕРБ»  | |
| 7     | 90,9         | Radio NV             |         | ТОВ ТРК "Радіо-Ера"                         | L11-00051                      | 1          | вул. Григорія Давидовського, 3  | СФКРРТ         | |
| 8     | 91,3         | Радіо «Промінь»      |         | АТ «НСТУ»                                   | L11-01064                      | 1          | пл. Незалежності, 1             | РПЦ ТОВ «ЕРБ»  | UA:RADIO / PROMIN ***** PI Code: 6272                                                                                              |
| 9     | 92,9         | «Novaline Radio»     |         | ТОВ ТРК "МАТРІКС+"                          |                                | 0,25       | пл. Незалежності, 1             | РПЦ ТОВ «ЕРБ»  | NOVALINE / RADIO / SUMY / 92,9 FM / TEL: / (057)-72 / 28-38 + RT: NOVALINE RADIO SUMY 92,9 FM TEL: (057) 728 28 38 + PI code: 6271 |
| 10    | 97,5         | «Українське радіо»   |         | АТ «НСТУ»                                   |                                | 5          | вул. Григорія Давидовського, 42 | вежа ТОВ «ЮТК» | |
| 10    | 99,4         | «Авторадіо»          |         | ТОВ "Авторадіо Україна"                     | L11-01872                      | 1          | пл. Незалежності, 1             | РПЦ ТОВ «ЕРБ»  | AVTO / Radio 99.4MHz Sumy Tel: 067 503 80 84 (dynamic) + TP + AF                                                                   |
| 11    | 100,8        | Країна ФМ            |         | ПрАТ РК "ГАЛА"                              | L11-01051                      | 0,25       | пл. Незалежності, 1             | РПЦ ТОВ «ЕРБ»  | |
| 12    | 101,4        | Kiss FM              |         | ТОВ "Радіо Всесвіт"                         | L11-00550                      | 1          | пл. Незалежності, 1             | РПЦ ТОВ «ЕРБ»  | |
| 13    | 102,6        | Перець FM            |         | ТОВ РК «КЛАС»                               | L11-01201                      | 0,5        | пл. Незалежності, 1             | РПЦ ТОВ «ЕРБ»  | |
| 14    | 103,4        | Хіт FM               |         | ТОВ ТРК "Медіа маркет"                      | L11-00151                      | 1          | пл. Незалежності, 1             | РПЦ ТОВ «ЕРБ»  | |
| 15    | 105,1        | Radio Relax          |         | ТОВ "ТРК Онікс"                             | L11-00161                      | 1          | пл. Незалежності, 1             | РПЦ ТОВ «ЕРБ»  | psname0 ***** None + RT: Radio Data Sample message .. Max 64 chars here                                                            |
| 16    | 105,6        | Радіо Байрактар      |         | ТОВ ТРО "Радіо Україна"                     | L11-00609                      | 1          | пл. Незалежності, 1             | РПЦ ТОВ «ЕРБ»  | |
| 17    | 106,4        | Шлягер FM            |         | ТОВ ТРК «ТОП-РАДІО»                         | L11-00852                      | 0,2        | вул. Григорія Давидовського, 3  | СФКРРТ         | SHANSON ***** Pop Music + PI Code: 62D8 + TP + AF                                                                                  |
| 18    | 107,0        | Informator FM (план) |         | ТОВ "Радіо Мікс"                            | L11-01902                      | 1          | вул. Григорія Давидовського, 3  | СФКРРТ         | |
| 19    | 107,9        | Армія FM             |         | Центральна ТРС Міністерства оборони України |                                | 1          | пл. Незалежності, 1             | РПЦ ТОВ «ЕРБ»  | ARMY FM / 107.9 MH / SUMY ***** Pop Music + RT: 107.9 MHz SUMY                                                                     |

### УКХ-радіостанції
| № з/п | Частота, МГц | Назва                 | Потужність | Адреса вежі                    | Передавач |
| ----- | ------------ | --------------------- | ---------- | ------------------------------ | --------- |
| 1     | 69,02        | Світле радіо Еммануїл | 1          | вул. Григорія Давидовського, 3 | СФКРРТ    |

## Освіта

Сумський національний аграрний університет

### Заклади вищої освіти
- Сумський державний університет
- Сумський педагогічний університет
- Сумський національний аграрний університет

### Заклади середньої загальної освіти
- Ліцей-інтернат «Кадетський корпус» імені І. Г. Харитоненка

### Заклади позашкільної освіти
- Сумський обласний центр позашкільної освіти та роботи з талановитою молоддю

## Культура та відпочинок

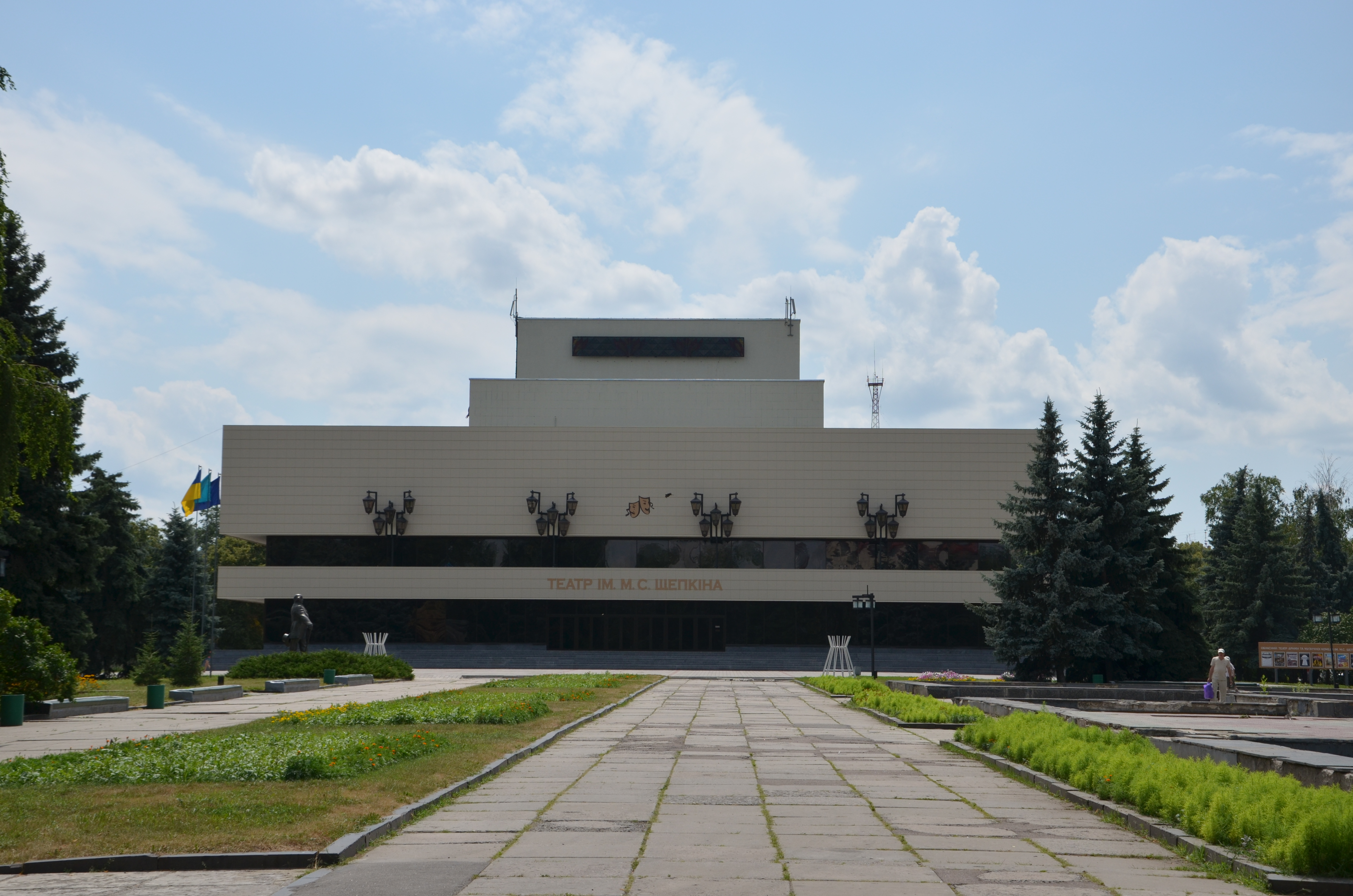
Сумський національний академічний театр драми та музичної комедії ім. Михайла Щепкіна

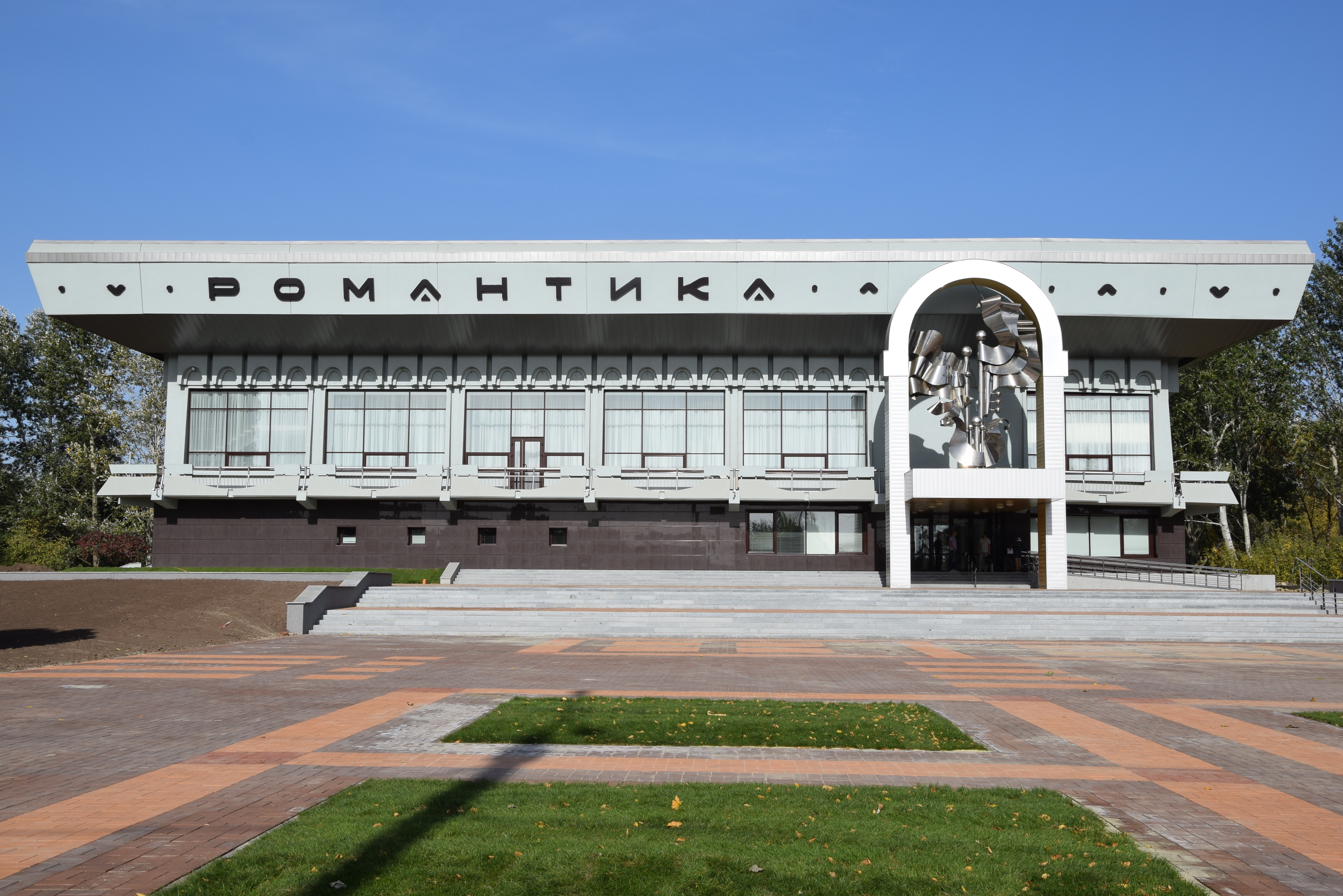
Молодіжний центр «Романтика»

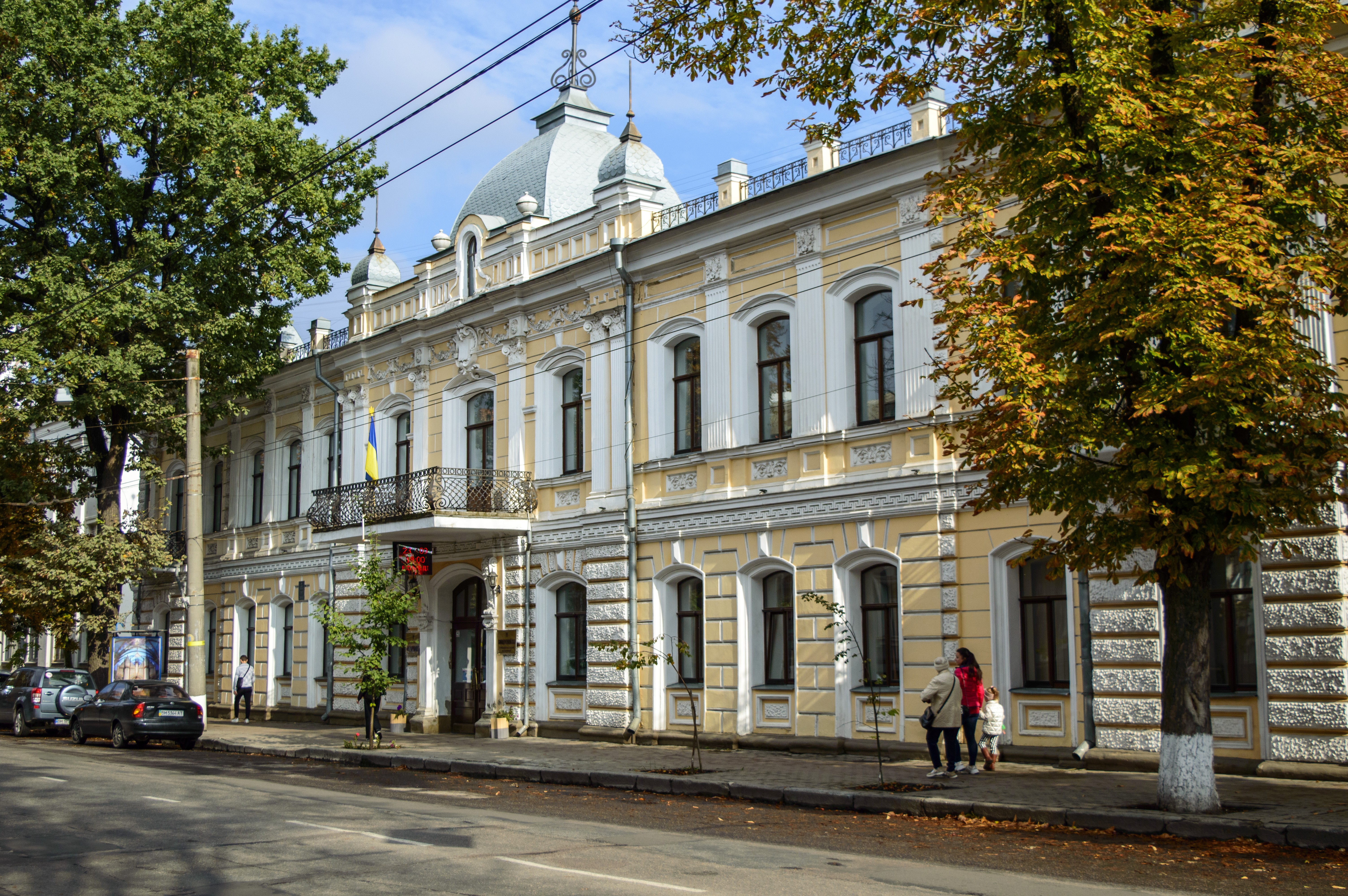
Сумська обласна філармонія

Суми є значним культурним осередком Слобожанщини і країни в цілому — в місті працюють театри, музеї, кіноустановки, культурно-освітні заклади, бібліотеки тощо.

### Музика, кіно, клубні заклади
У Сумах працюють такі театри та музичні заклади:
- Сумський національний академічний театр драми та музичної комедії імені М. С. Щепкіна (Театральна пл., 1);
- Сумський театр для дітей та юнацтва (вул. Покровська, 6);
- Сумська обласна філармонія (вул. Петропавлівська, 63);

Сумські будинки культури та клуби:
- Палац дітей і юнацтва (вул. Соборна, 37);
- Будинок культури АТ "НВО " (пл. Холодногірська, 5);
- Будинок культури ЧРЗ (вул. Привокзальна, 2);
- Будинок культури «Хімік» (вул. Миру. 28);
- Молодіжний центр «Романтика» (вул. Героїв Сумщини, 3);
- Сумський міський центр дозвілля молоді
- Нічний клуб «Діалог» (вул. Харківська, 30);
- Нічний клуб «7 Sky» (вул. Замостянська, 1);
- Нічний клуб «Luna» (вул. Збройних Сил України, 21);
- Нічний клуб «Фортуна» (вул. Соборна, 48);
- Нічний клуб «Alexandria» (вул. Героїв Крут, 27);
- Нічний клуб «Toledo» (вул. Соборна, 44);
- Нічний клуб «Модерн» (вул. Сумської тероборони, 71);
- Нічний клуб «San Remo» (пл. Покровська, 2);
- Нічний клуб «Residencia» (вул. Нижньовоскресенська, 1);
- Нічний клуб «Black & White» (пл. Покровська, 2);
- Нічний клуб «Monti» (вул. Воскресенська, 9);
- Нічний клуб «Modjo» (вул. Соборна, 48);
- Нічний клуб «Marafet» (вул. Воскресенська, 6).

Міські кінотеатри:
- кінотеатр «Дружба» (просп. Шевченка, 20) — головний і найбільший у місті (на 800 місць); значний культурний осередок, що ніколи не припиняв свою роботу від введення в експлуатацію 1972 року; перебуває у комунальній власності;
- кінотеатр «Космос» (вул. Покровська, 12) — менший за розмірами (170 посадкових місць), затишний (м'які сидіння) та осучаснений (Dolby Digital), реконструкцію та переобладнання здійснено завдяки приватизації у другій половині 2000-х років[52];
- кінотеатр «Планета Кіно» [Архівовано 23 березня 2014 у Wayback Machine.] (вул. Харківська, 2/2) — сучасний п'ятизальний кінокомплекс (на 600 глядачів), для кінопоказів використовуються провідні технології та обладнання Christie, Dolby і Kinoton.

### Театри
- Сумський обласний академічний театр для дітей та юнацтва;
- Сумський національний академічний театр драми та музичної комедії імені М. С. Щепкіна

### Музеї
Найвідоміші сумські музеї й експозиції:

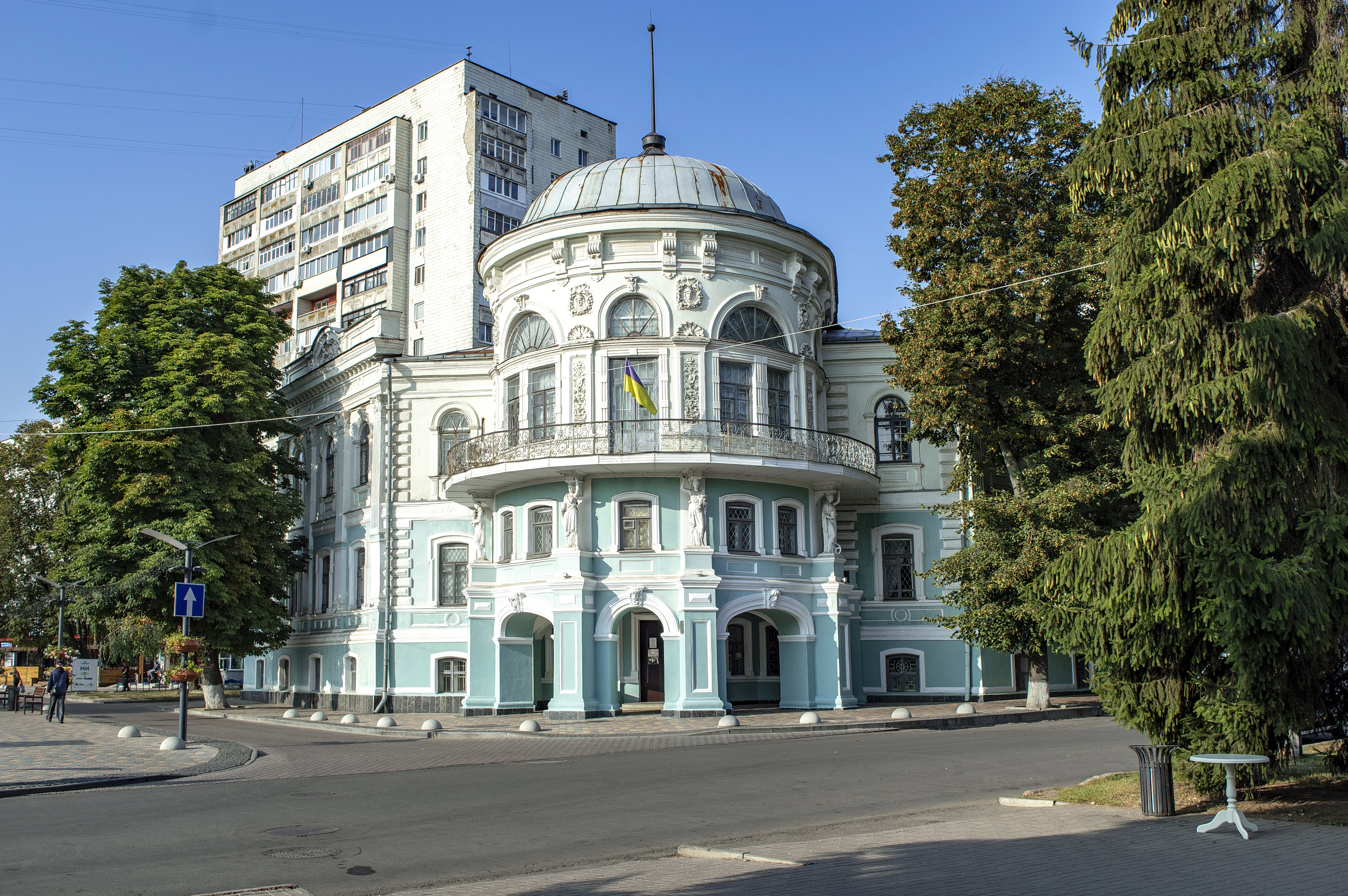
Сумський краєзнавчий музей

- Обласний краєзнавчий музей (вул. Герасима Кондратьєва, 2) — найбільше зібрання предметів історії та культури Сумщини;
- Обласний художній музей ім. Н. Онацького (Покровська пл., 1);
- Муніципальна галерея («СМуГа», вул. Соборна, 27) — створена 2009 року, головним призначенням має ознайомлювати сум'ян і гостей міста з мистецтвом, насамперед сучасним, у формі виставок, культурних акцій, презентацій тощо;
- Музей народної освіти області (Сумський педагогічний музей; просп. Свободи , 38) — створено 1984 року, міститься в приміщенні обласного управління освіти та науки. Працюють 4 музейні зали, які розповідають про початки та здобутки Сумщини на педагогічній ниві, зокрема про перший вищий педагогічний заклад України — Глухівський вчительський інститут (відкрився 1874 року), також про дошкільну освіту, розвиток творчої особистості дитини, окремі вітрини присвячені видатним педагогам і просвітителям, чиї діяльність і життєві шляхи пов'язані з Сумщиною. Сумський педагогічний музей уважається за рівнем другим після Київського педагогічного музею. Щороку його відвідують близько 10 000 осіб[53];
- Будинок-музей А. П. Чехова (вул. Чехова, 79);
- Музей розвитку банківської справи на Сумщині та історії грошей (вул. Петропавлівська, 57);
- Музей історії альпінізму (вул. Миру, 24);
- постійно діюча виставка просто неба дерев'яних скульптур біля пляжа «Студяга».

### Бібліотеки

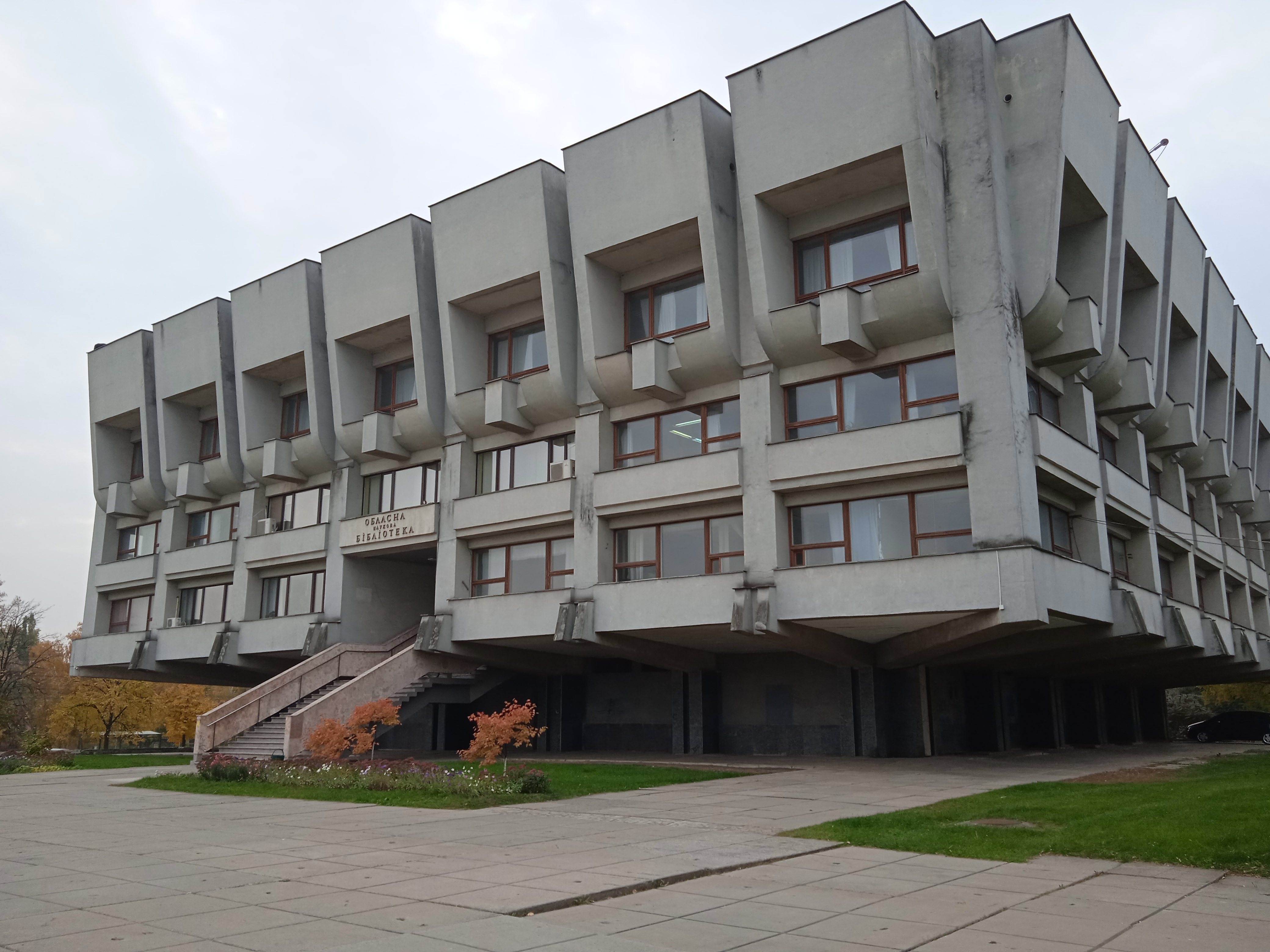
Обласна наукова бібліотека

У місті діє центральна бібліотечна система, як для дорослих, так і для дітей — відповідно з окремими бібліотечними закладами та філіями.
Відомі бібліотеки Сум:
- Обласна універсальна наукова бібліотека (вул. Героїв Сумщини, 10);
- Обласна бібліотека для дітей (вул. Петропавлівська, 51);
- Центральна міська бібліотека ім. Т. Г. Шевченка (вул. Нижньовоскресенська, 6);
- Бібліотека Конгрес-центру СумДУ (вул. Покровська, 9/1)

Бібліотеки працюють при освітніх, клубних і музейних закладах, зокрема значним бібліотечним закладом є Бібліотека Української академії банківської справи НБУ.

### Спорт

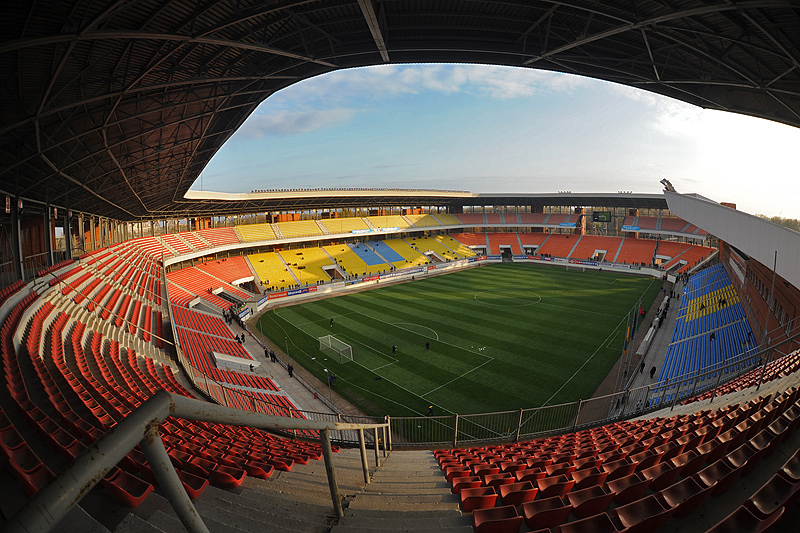
Стадіон «Ювілейний»

У Сумах є спортивні секції, працюють манежі, арени, стадіони, басейни:
- Палац студентського спорту СумДУ[54] (просп. Свободи, 32). Це домашня арена АФФК «Суми», ГК «ШВСМ-СумДУ».
- Стадіон «Ювілейний» (вул. Євгена Коростельова, 9) — це домашнє поле ФК «Вікторія», ФК «LS Group»
- СК «Авангард» (вул. Хворостянка, 3-А) футбольний стадіон, у колишньому головна спортивна арена міста, до 2001 року, коли було завершено будівництво стадіону «Ювілейний».
- Басейн СумДУ (вул. Миколи Сумцова, 2-А).
- СК «Олімп» (вул. Герасима Кондратьєва, 165) — тенісний корт і баскетбольне поле.
- СК «Динамо» (вул. Герасима Кондратьєва, 32) — бокс і басейн

### Парки
Дитячий парк «Казка»
Відкритий у 1985 році, до 40-ї річниці перемоги СРСР над Німеччиною у німецько-радянській війні. У парку є декілька атракціонів, озера, фортеці, різноманітні скульптури казкових персонажів.
Парк імені Івана Кожедуба
Центральному парку культури та відпочинку в місті Суми присвоєно ім'я Івана Кожедуба. При вході до парку встановлено пам'ятник Івану Кожедубу до 350-річчя міста у 2004 році. Парк розкинувся на березі річки Псел, у парку є атракціони, різноманітні скульптури. Також у парку розташований стадіон «Ювілейний».

## Кулінарія
Печеня по-сумськи — рецепт оригінальний тим, що з картоплею закладається і м'ясо, і печінка. Усе це готується з болгарським перцем, сметаною і сиром. Ще одна варіація: м'ясо, квасоля, гриби і сметана. Поживна та смачна, вона зігріє серце кожного, хто спробує цю страву в горщику. А борщ у місті готують зі свининою і на буряковому квасі. Варто покуштувати бараболю-маківницю — картопляне пюре з маком, підкопченими реберцями, запеченим буряком та морквяним соусом. Ця страва є призером першого гастрономічного фестивалю «Слобожанські смаки». Ще були відзначені шпундра — свинячі ребра, тушковані з буряком у буряковому квасі, а також кров'янка з тушкованою капустою А з квашеної капусти, пшона та домашньої птиці — курки або качки в печі готують капусту по-сумськи. Місцева сироварня O’bereg здивує вас автентичним сиром «Сумка» у формі сумки, з унікальною структурою витяжного сиру, трохи підкопчений і неймовірно ніжний на смак.

## Об'єкти природно-заповідного фонду

### Ботанічні пам'ятки природи

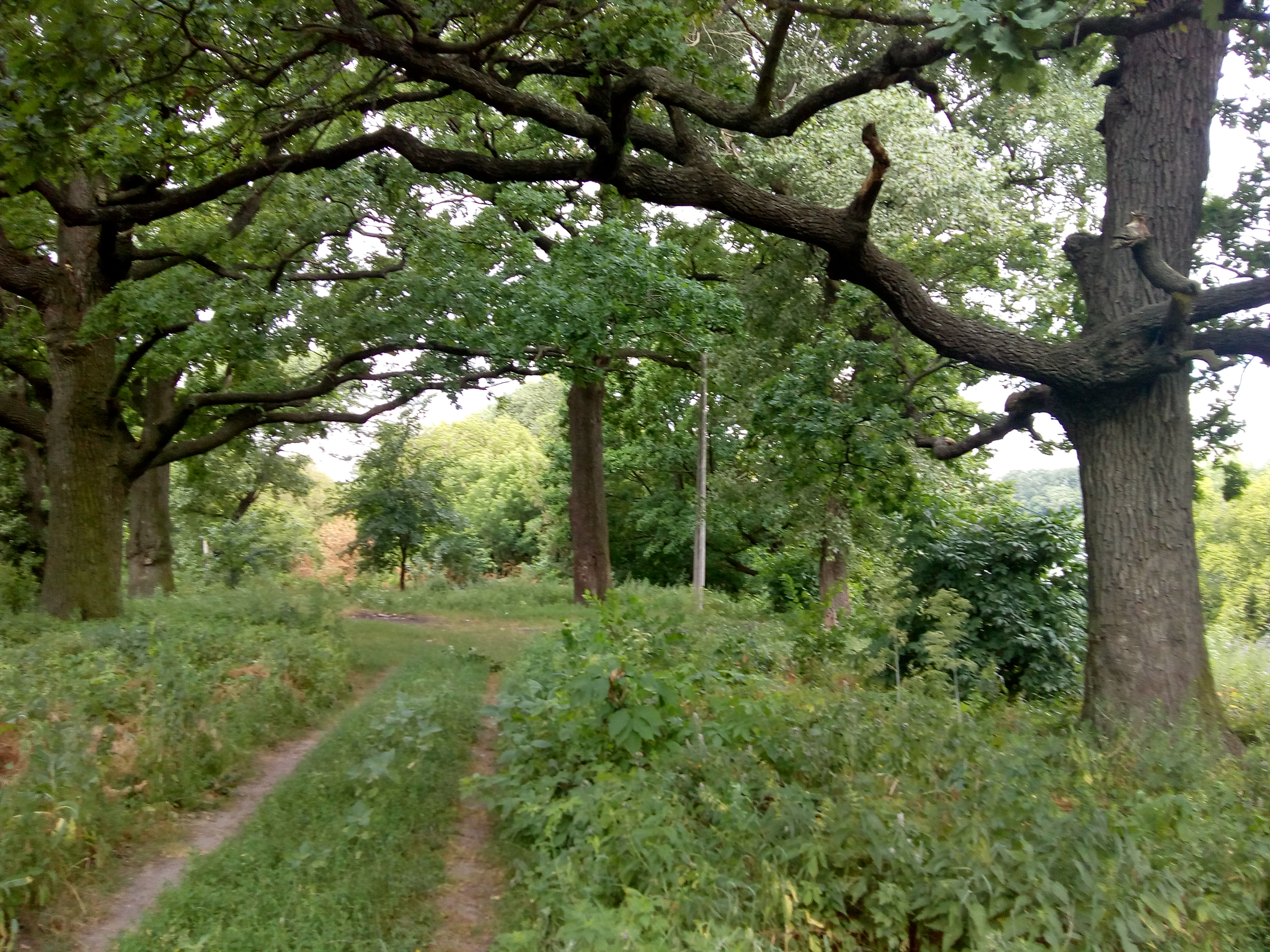
Багатовікові дуби біля озера Чеха

Група екзотичних дерев, Дуб на вул. Олександра Аніщенка, Дуб на вул. Кондратьєва, Дуб на вул. Сергія Табали, Дуб на Петропавлівській, Липові насадження, Багатовікові дуби біля озера Чеха.

### Ботанічні сади
Ботанічний сад СДПУ ім. А. С. Макаренка, Юннатівський (10 жовтня 2010 на території Сумського міського центру еколого-натуралістичної творчості учнівської молоді був створений Ботанічний сад «Юннатівський», який був оголошений об'єктом природно-заповідного фонду — ботанічним садом місцевого значення).

### Дендропарк
- Сумський дендропарк.

### Парки-пам'ятки садово-паркового мистецтва
Басівський, Будинок-музей А. П. Чехова, Веретенівський, Парк ім. Асмолова.

## Архітектурні й історико-культурні пам'ятки

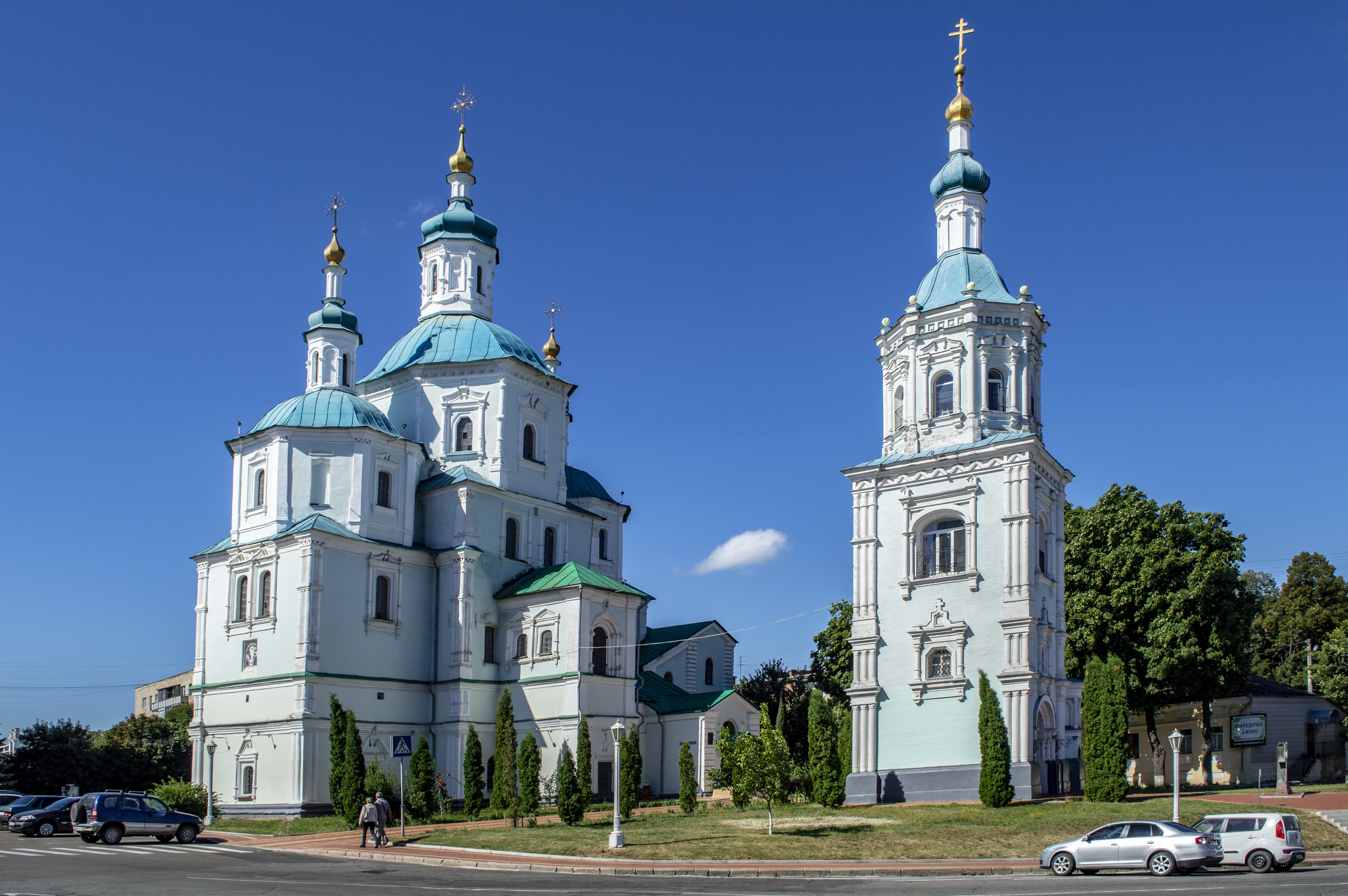
Воскресенська церква

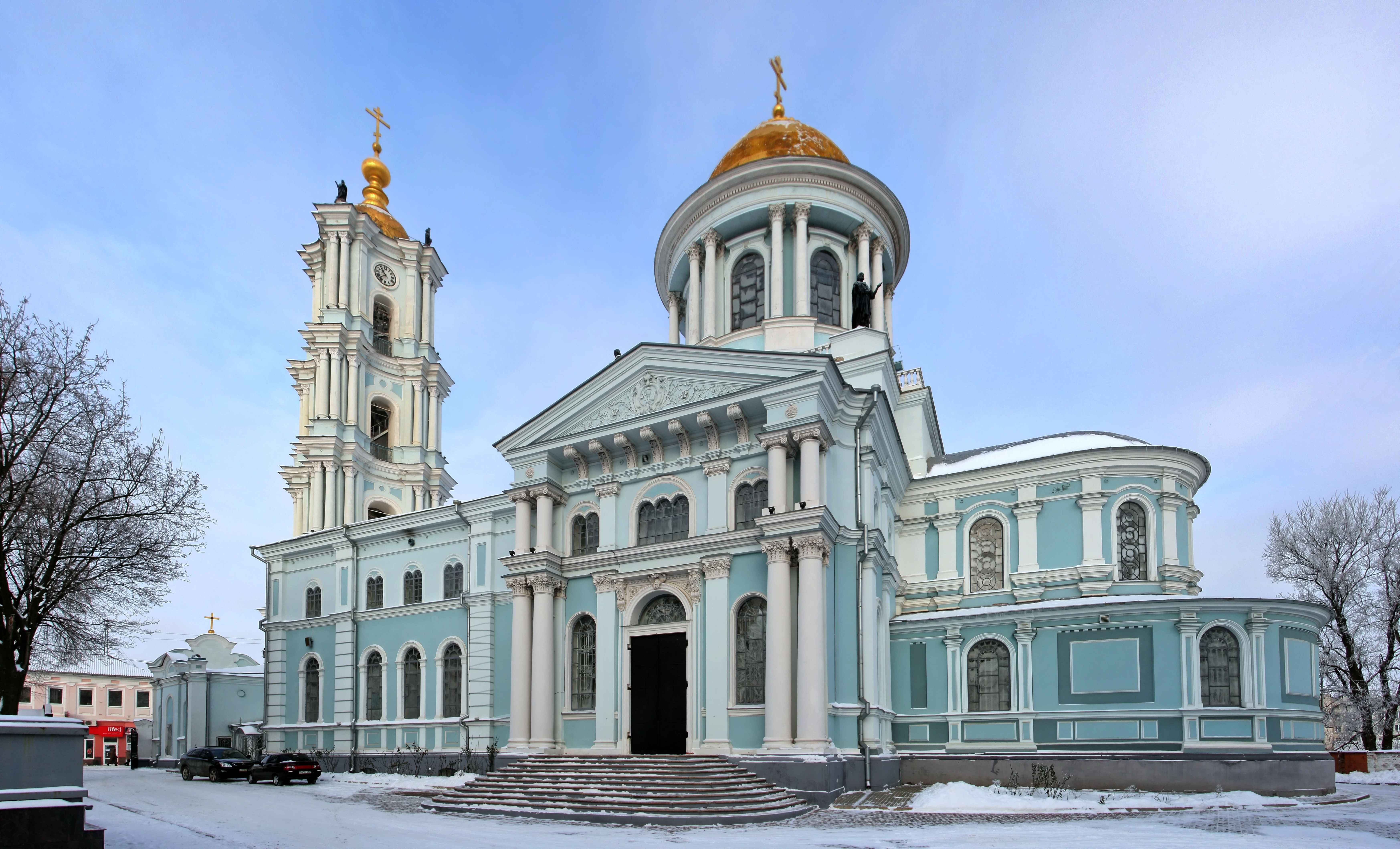
Спасо-Преображенський собор

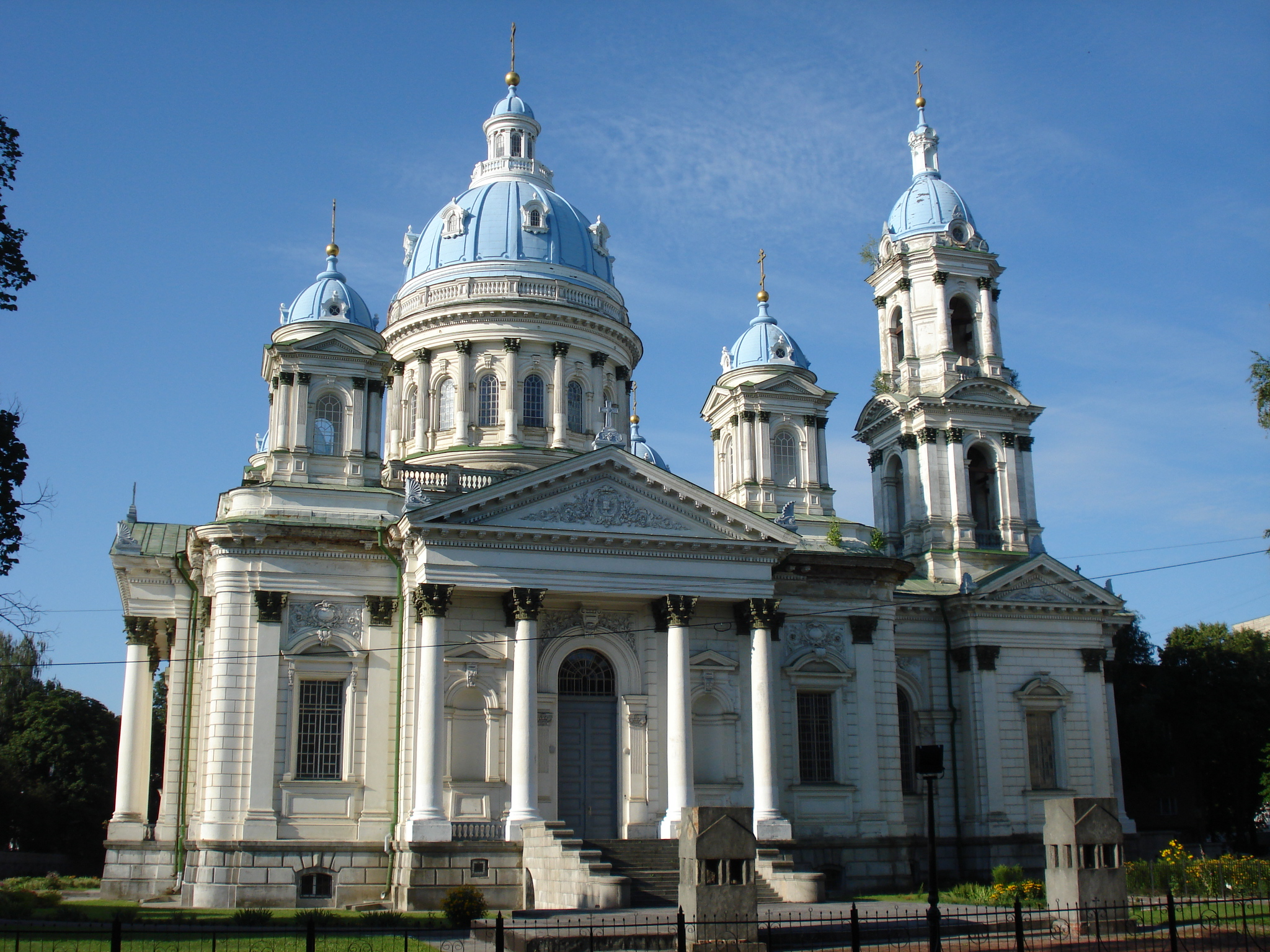
Троїцький кафедральний собор

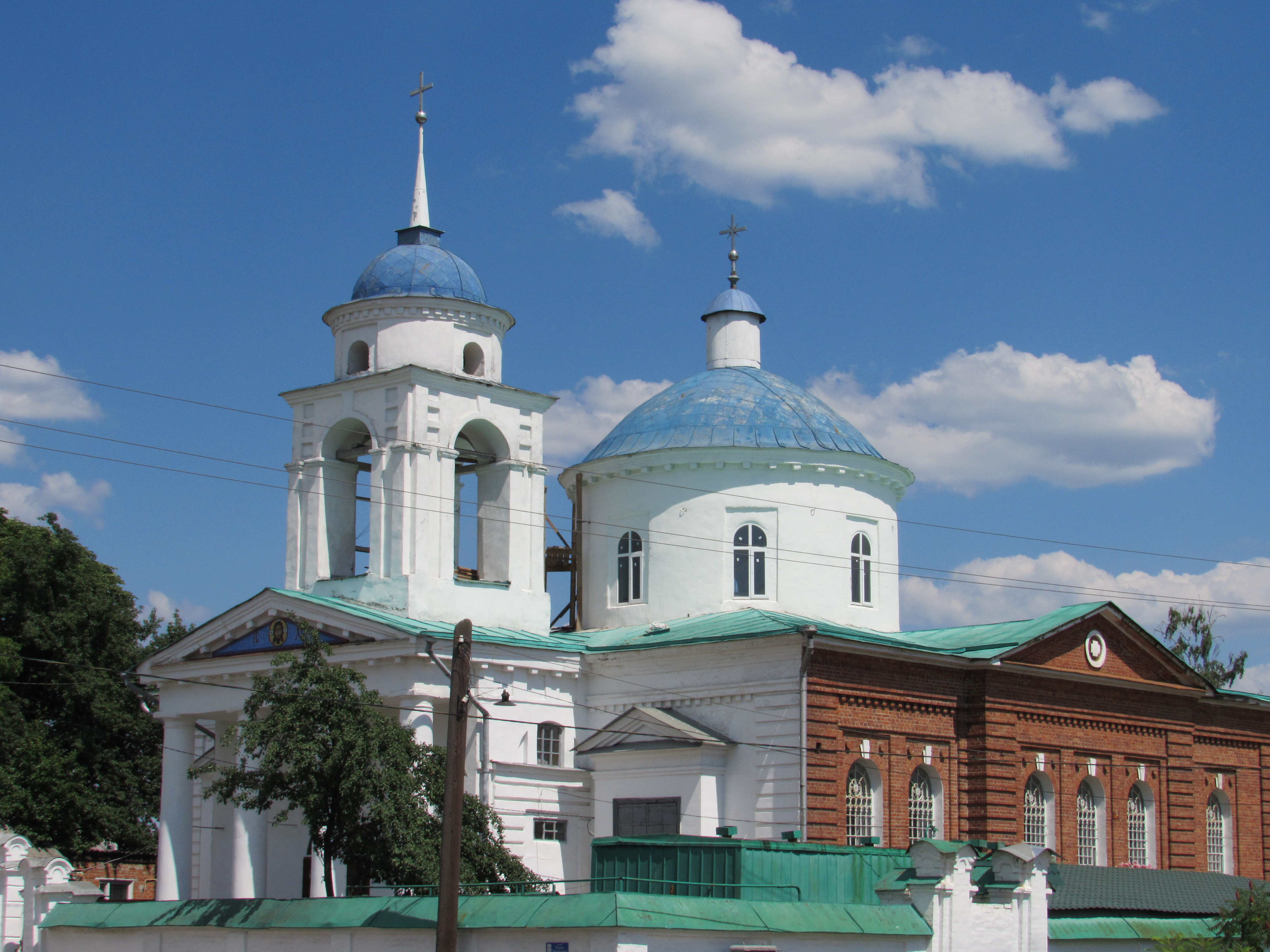
Іоанно-Предтеченська церква

Архітектурне обличчя Сум, принаймні його центральної історичної частини, багато в чому визначили відомі архітектори кінця XVIII — початку XX століття, зокрема О. О. Палицин, П. А. Ярославський, М. Ловцов, О. В. Щусєв тощо.
Головними архітектурними пам'ятками Сум є:
- Воскресенська церква — перша міська кам'яниця; тризрубна, трибанна, двоповерхова церква — чудовий взірець козацького бароко (кін. XVII — поч. XVIII століть); у наш час Свято-Воскресенський кафедральний собор ПЦУ;
- Спасо-Преображенський собор (XVIII століття);
- Будинок колишнього цехового управління (XVII століття);
- Альтанка;
- Троїцький собор (XIX століття);
- Іллінська церква (XVIII століття);
- Петропавлівська церква (XIX століття);
- Пантелеймонівська церква (поч. XX століття).
- Сумська повітова земська управа (кінець XIX століття).

В архітектурній забудові є також будинки у стилі модерн, як Особняк Чорнобильського, зведений у 1910—1911 рр. на замовлення підприємця Лева Чорнобильського.
У місті встановлено значне число пам'ятників і пам'ятних знаків, як за СРСР, так і в 1990—2000-х років (за незалежності України): Тарасові Шевченку, Михайлу Щепкіну, цукрозаводчику-меценату Івану Харитоненку, Івану Кожедубу, воїнам-афганцям, жертвам Голодомору 1932—1933 років тощо.

## Особистості

### Уродженці міста
- Алчевський Олексій Кирилович — український промисловець і банкір.
- Аніщенко Олександр Григорович (1969—2014) — військовий, герой України, загинув при виконанні бойових обов'язків, під час АТО.
- Барвінська Феодосія Андріївна — українська радянська актриса.
- Богачов Дмитро Іванович (1992—2024) — український футболіст, нападник ПФК «Суми». Викликався в юнацьку збірну України. Учасник російсько-української війни.
- Буйвал Дмитро Володимирович («Хім») — український військовик, учасник російсько-української війни[63].
- Булава Едуард Олександрович («Булава») — український військовик, учасник російсько-української війни[64].
- Бурман Карл Карлович — естонський архітектор.
- Власовський Костянтин Іванович — художник, культурний діяч.
- Грунський Микола Кузьмич — український радянський мовознавець-славіст, доктор філологічних наук.
- Гузик Валерій Пантелеймонович — український кінорежисер.
- Дідов Степан — військовий і громадський діяч, художник, командир кулеметної сотні 4-ї Київської дивізії Армії УНР, член Спілки художників.
- Євграфов Олег Леонідович — заслужений тренер України.
- Зайцев Павло Іванович — учений-літературознавець, член Української Центральної Ради.
- Зеленчонок Максим Ігорович (1998—2022) — Герой України, учасник російсько-української війни. 24-річний захисник загинув у жовтні 2022 року під час мінометного обстрілу обороняючи Україну на Херсонському напрямку[65].
- Казбан Сергій Данилович — український оперний співак.
- Капуста Юлія (нар. 1987) — українська біатлоністка, чемпіонка юнацьких спортивних ігор, майстер спорту з біатлону.
- Козловський Микола Федорович (1925—1996) — майстер фотографічних справ, Заслужений працівник культури України, Лауреат Шевченківської премії (1986).
- Коровай Федір Гнатович (1927—1989) — домрист, педагог, професор, соліст оркестру Сумського артилерійського училища.
- Коршиков Олександр Аркадійович — український радянський ботанік.
- Кулеба Дмитро Іванович — Міністр закордонних справ України (з 2020).
- Левицький Марк Юрійович — заслужений журналіст України.
- Мірошніченко Олексій Сергійович (1975—2022) — старший сержант Збройних Сил України, учасник російсько-української війни, що загинув під час російського вторгнення в Україну у 2022 році.
- Пищиков Олександр Кузьмич (1905—1986) — радянський і український кінооператор-постановник.
- Рафес Павло Михайлович — радянський ентомолог, дослідних лісових екосистем.
- Симонтовський Петро Семенович — російський та український лікар.
- Скубенко-Яблоновський Борис Михайлович (1877—1944) — радянський письменник.
- Татарчук Юрій Володимирович (1974—2016) — молодший сержант Збройних сил України, учасник російсько-української війни.
- Харісова Оксана Василівна (1969) — українсько-мексиканська науковиця в галузі нанотехнології.
- Харченко (Харч) Олег Володимирович (8 червня 1963) — український художник сучасного мистецтва, живописець, медіа-художник, колажист, перформер. Учасник багатьох міжнародних і національних мистецьких проектів.
- Шабленко Антін Якович — український письменник.

### Проживали

Меморіальна дошка на будинку, де жив Олександр Олесь

- Архипов Герман Борисович — актор, режисер, продюсер, експерт журі Українських і Міжнародних театральних фестивалів, Член Національної спілки театральних діячів України (1993) та Міжнародного союзу діячів театру ляльок UNIMA-УКРАЇНА (2014), театральний педагог, професор, заслужений діяч мистецтв України (2016). Працював в Сумському обласному академічному театрі драми і музичної комедії ім. М. С. Щепкіна на посаді актора і режисера з 1988 по 1999.
- Архипова Світлана Анатоліївна — солістка балету, хореограф, педагог, Член Національної спілки театральних діячів України (1993). Працювала у Сумському обласному академічному театрі драми і музичної комедії ім. М. С. Щепкіна на посаді солістки балету театру з 1992 по 2006.
- Атаман Олександр Васильович (1993—2021) — доктор медичних наук, професор, завідувач кафедри фізіології і патофізіології з курсом медичної біології Сумського державного університету, секретар Сумської міської ради (2003—2005).
- Будянський Василь Іванович — актор, поет, драматург, педагог, науковець, фольклорист, заслужений артист України (1981)
- Вертинський Олексій Сергійович — актор. Працював у Сумському обласному академічному театрі драми і музичної комедії ім. М. С. Щепкіна. Народний артист України (2015).
- Данько Микола Михайлович — поет, письменник, один із лідерів українського руху опору в Сумах 1970—1980-х років.
- Дехта-Лісова Меланія Пилипівна — акторка. З 1939 по 1980 по працювала в Сумському обласному академічному театрі драми і музичної комедії ім. М. С. Щепкіна. Заслужена артистка України (1960).
- Івченко Анатолій Аврамович (1960—2001) — скульптор, автор проєкту реконструкції пам'ятника Івану Харитоненку в Сумах (1997).
- Ковтун Павло Михайлович (1959—2014) — український художник, член Національної спілки художників України.
- Коляде́нко Дмитро́ Валерійович — хореограф, танцівник, співак, телеведучий. Працював у Сумському обласному академічному театрі драми і музичної комедії імені М. С. Щепкіна. на посаді артиста театру.
- Коні Анатолій Федорович (1867) — російський юрист, громадський діяч.
- Красножон Яків Денисович — УРСР|український радянський скульптор, історик, почесний громадянин міста Суми.
- Купрін Олександр Іванович (1899) — письменник.
- Левенець Ігор Анатолійович — актор, соліст-вокаліст. Працював у Сумському обласному академічному театрі драми і музичної комедії ім. М. С. Щепкіна на посаді соліста-вокаліста театру. Народний артист України (2019).
- Мартюшов Анатолій Іванович — актор, режисер. Працював у Сумському обласному театрі для дітей та юнацтва на посаді головного режисера театру. Заслужений діяч мистецтв України (1999).
- Микитенко Валерій Миколайович (1959—2022) — український актор та режисер, Заслужений артист України (2006).
- Олександр Олесь — український поет і письменник (періодично від 1893 до 1917 рр.).
- Положій Євген Вікторович — письменник, журналіст, головний редактор кількох сумських газет.
- Прихожай Володимир Іванович — композитор, піаніст, аранжувальник, педагог. Дипломант і лауреат міжнародних джазових фестивалів. Тепер (2020 р.) керує музичною частиною Сумського обласного театру для дітей та юнацтва. Заслужений діяч мистецтв України.
- Столбін Олексій Петрович — письменник, прозаїк, голова Сумської організації Національної спілки письменників України.
- Тертишник Володимир Митрофанович — український правник, науковець, доктор юридичних наук, професор, поет.
- Харитоненко Іван Герасимович, відомий цукрозаводчик-меценат, та його син Павло, на кошти яких побудовано багато видатних пам'яток Сумщини: численні цукрові заводи, Троїцький собор, Благовіщенський костел тощо.
- Харченко (Харч) Олег Володимирович (1963—1980, 1998—2005) — український художник сучасного мистецтва, живописець, медіа-художник, колажист, перформер.
- Чехов Антон Павлович (1888—1889, 1894) — письменник.
- Шукатка Андрій Андрійович — діяч ОУН, окружний провідник ОУН Дрогобицької та Сумської областей. Розстріляний нацистами у міській тюрмі 20 лютого 1943 року.

### Перебували у місті
Український філософ і поет Г. С. Сковорода (1760-ті), живописці К. О. Трутовський (1870-ті), В. Є. Маковський (1891), російський поет О. М. Плещеєв, композитор П. І. Чайковський (1871—1879), письменник В. Г. Короленко (1902).

## Міста-побратими
- Банська Бистриця, Словаччина (вересень 2016)[67][68][…]
- Враца, Болгарія (25 липня 1966)[69][70][…]
- Гожув-Велькопольський, Республіка Польща (2006)[69][71][…]
- Гямеенлінна, Фінляндія (31 січня 2024)[72]
- Замостя, Республіка Польща[73][74]
- Кутаїсі, Грузія (вересень 2018)[75][76][77]
- Люблін, Республіка Польща (21 червня 2002)[69][78][…]
- Мажейкяй, Литва (1 жовтня 2020)[79][77]
- /  Нітра, Словаччина / Угорське королівство[69]
- Острава, Чехія[69]
- Сакраменто, США (15 серпня 2023)[80][81]
- Сіньсян, КНР (25 жовтня 2018)[82][77]
- Харбін, КНР (7 січня 2020)[83][77]
- Целле, Німеччина (17 січня 1990)[69][84][…]
- Чжуцзі, КНР (листопад 2018)[85][77]
- Ґуйян, КНР (26 жовтня 2021)[86][77]

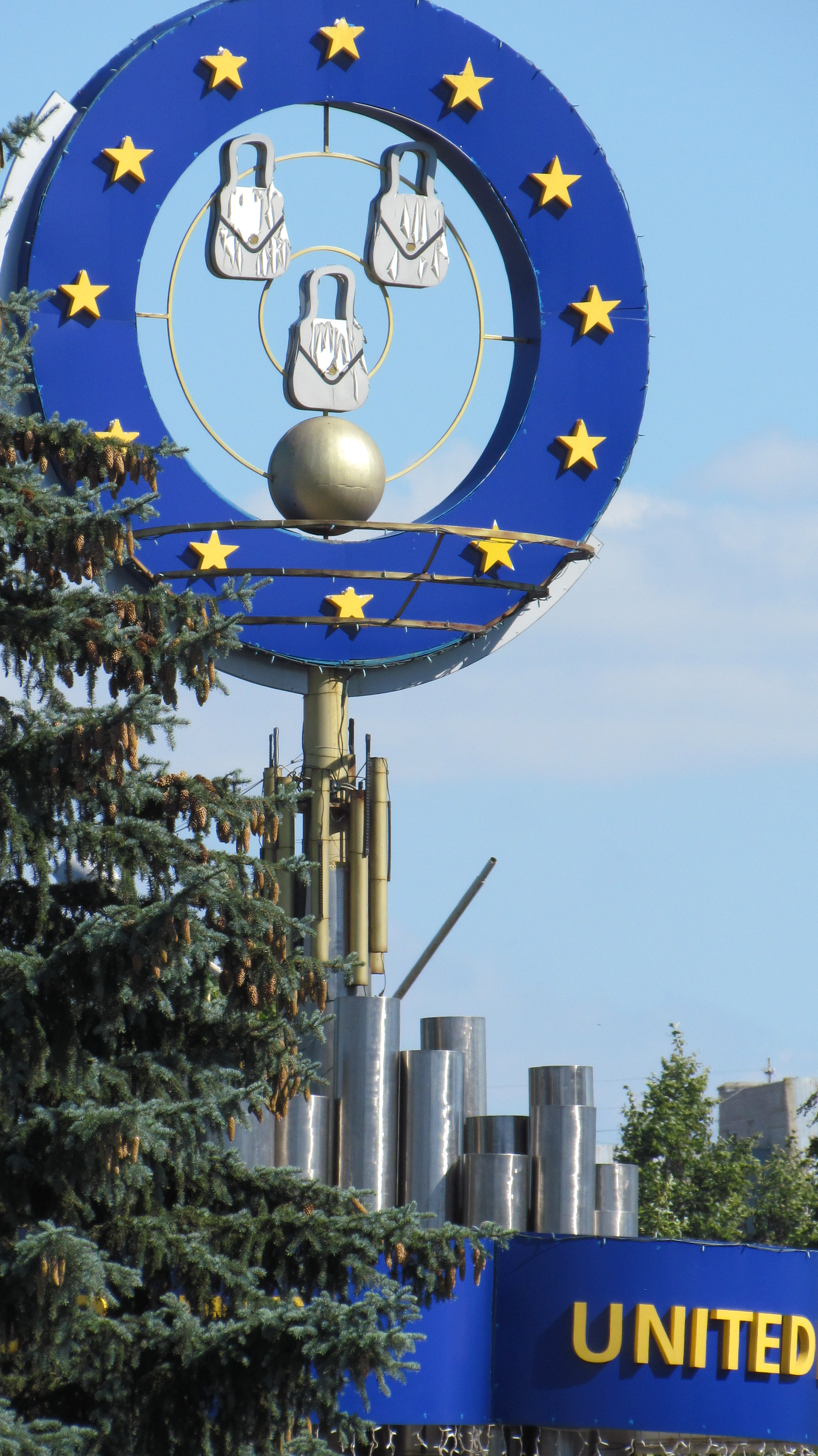
Пам'ятний знак містам-побратимам Сум

З російськими містами Курськ, Бєлгород та Сєверодвінськ партнерські угоди були розірвані через повномасштабне російське вторгнення в Україну